# Lignes routières Zou ! dans les Alpes-Maritimes
Le réseau de transport régional est un réseau français de lignes d'autocars dont la région Provence-Alpes-Côte d'Azur  est l'autorité organisatrice. Ce réseau est exploité sous le régime de la délégation de service public par plus de 30 sociétés différentes. Il compte en 2013 de l'ordre de 1 800 points d'arrêt répartis sur 100 lignes sur lesquelles circulent 250 autocars, qui transportent 10 millions d'usagers par an. Ce réseau est exploité sous la marque Zou !. Ce réseau, ainsi que Palm Bus, Zest'Bus, Envibus, Sillages font partie du Syndicat mixte de transport des Alpes Maritimes (SYMITAM). Cette structure assure la coordination des transports collectifs des autorités organisatrices de transports adhérentes par l'information des usagers, une billettique interopérable et une tarification unique.
À partir de septembre 2018, la Région rassemble ses réseaux de transports sous une bannière unique : ZOU ! Cette nouvelle marque régionale s’étend à l’ensemble du territoire.

## Organisation des dessertes

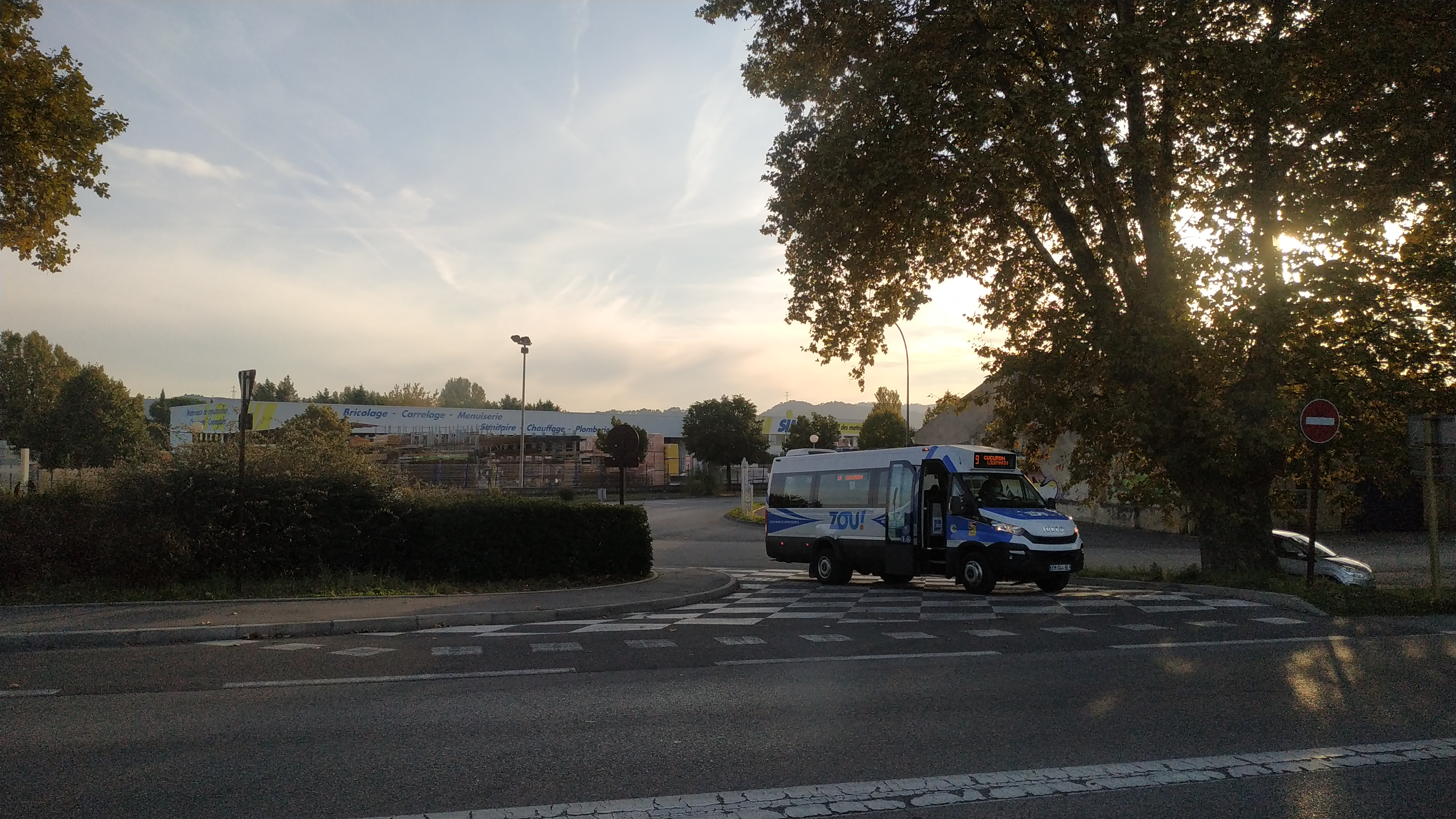
Un bus Zou Paca

Le réseau de transport en commun du Département des Alpes-Maritimes est constitué de lignes d'autocars qui assurent la desserte de communes du département qui ne sont pas intégrées dans le périmètre d'autorités de transports urbains (AOTU), ou bien les liaisons entre les périmètres de deux AOTU distinctes. Les AOTU des Alpes-Maritimes sont la métropole Nice Côte d'Azur, le Syndicat intercommunal des transports publics (secteur de Cannes, le Cannet et Mandelieu-la-Napoule), la Communauté d'agglomération de Sophia Antipolis, la Communauté d'agglomération du Pays de Grasse et la Communauté d'agglomération de la Riviera française. Les lignes sont donc soit totalement extérieures aux périmètres des AOTU, soit partiellement à l'extérieur, soit à l'intérieur d'au moins deux AOTU.

## Tarification
En janvier 2023, la numérotation des lignes de bus Zou ! se voit complètement remaniée. Elles sont maintenant regroupées en deux catégories : les lignes « Express » (regroupant les trains Zou ! et Chemins de fer de Provence en plus des LER) et les lignes « Proximité » (lignes départementales et scolaires). La tarification est désormais basée sur ces deux catégories : tandis que les tarifs des lignes Express dépendent de la distance parcourue, ceux des lignes Proximité sont fixes,.

### Ancienne tarification (avantjanvier 2023)

#### Réseau de Transport Régional
Les tickets (vendus à bord)
- Ticket à l'unité : 1 € 50
- Ticket Azur : 1 € 50 (Correspondance sur autre ligne , dans la limite de 2h30)
- 10 voyages : 10 €

Les abonnements (Vendus en agence)
- Mensuel : 30 € (Carte nominative qui permet de voyager sur 1 ligne pendant un mois calendaire)
- Mensuel jeune : 20 € (Carte valable un mois calendaire sur 1 ligne , réservée aux moins de 26 ans)
- Mensuel Azur : 45 € (Carte Azur valable 1 mois dans tout le département sauf le réseau Sillages)
- Annuel Azur : 365 € (Carte Azur valable 365 jours dans tout le département sauf le réseau Sillages)
- Scolaire externe (annuelle) : 110 € (un aller-retour par jour)
- Scolaire interne (annuelle) : 80 € (un aller-retour par semaine)

#### Tarif intégré
Le ticket Azur à 1 € 50 permet d'effectuer une correspondance entre les réseaux urbains et le réseau du Département des Alpes Maritimes. 

Une carte de transport unique, la Carte Azur est disponible depuis le 1er mars 2011. Elle permet, moyennant 365 € par an ou 45 € par mois d'emprunter de façon illimitée les réseaux Lignes d'Azur (urbain et interurbain), Envibus d'Antibes , la CAM de Monaco, Palm Bus à Cannes et Zest Bus à Menton.

## Réseau
Parallèlement au changement tarifaire, les lignes sont regroupées selon les catégories « Express » ou « Proximité » depuis janvier 2023.

### Lignes Express
| Ligne | Caractéristiques | Caractéristiques                                           | Caractéristiques                                           | Caractéristiques                                           | Caractéristiques                                           | Caractéristiques                                           | Caractéristiques                                           | Caractéristiques                                           | Caractéristiques                                           |
| 80    | Nice – Aéroport Terminal 2 ⥋ Menton – Gare Routière | Nice – Aéroport Terminal 2 ⥋ Menton – Gare Routière        | Nice – Aéroport Terminal 2 ⥋ Menton – Gare Routière        | Nice – Aéroport Terminal 2 ⥋ Menton – Gare Routière        | Nice – Aéroport Terminal 2 ⥋ Menton – Gare Routière        | Nice – Aéroport Terminal 2 ⥋ Menton – Gare Routière        | Nice – Aéroport Terminal 2 ⥋ Menton – Gare Routière        | Nice – Aéroport Terminal 2 ⥋ Menton – Gare Routière        | Nice – Aéroport Terminal 2 ⥋ Menton – Gare Routière        |
| ----- | --- | ---------------------------------------------------------- | ---------------------------------------------------------- | ---------------------------------------------------------- | ---------------------------------------------------------- | ---------------------------------------------------------- | ---------------------------------------------------------- | ---------------------------------------------------------- | ---------------------------------------------------------- |
| 80    | Ouverture / Fermeture — / — | Longueur —                                                 | Durée 75 min                                               | Nb. d’arrêts 20 - 23                                       | Matériel Yutong ICe 12                                     | Jours de fonctionnement L, Ma, Me, J, V, S, D              | Jour / Soir / Nuit / Fêtes O / N / N / O                   | Voy. / an —                                                | Exploitant Transdev RLM (Pont Garigliano)                  |
| 80    | Desserte : - Communes : Nice, Cap d'Ail, Monaco, Roquebrune-Cap-Martin et Menton. - Arrêts desservis : - En direction de « Menton – Gare Routière » : Aéroport Terminal 2 → Aéroport Terminal 1 → Bataugan → Villa Paloma → Belgique → Place d'Armes → Princesse Antoinette → Office de Tourisme → Les Spélugues → Grimaldi Forum → Larvotto (Hôtel Méridien) → Sporting (Bay Hôtel) → Saint-Roman → Les 4 Chemins → Massolin → Mairie Roquebrune → Victoria → Les Plages → Le Solenzara → Viking → Place d'Armes → Casino → Gare Routière. - En direction de « Nice – Aéroport Terminal 2 » : Gare Routière → Casino → Madone → Viking → Le Solenzara → Les Plages → Victoria → Mairie Roquebrune → Les 4 Chemins → Saint-Roman → Larvotto (Hôtel Méridien) → Grimaldi Forum → Les Spélugues → Monte-Carlo (Casino) → Saint-Dévote Gare → Place d'Armes → Bataugan → Aéroport Terminal 1 → Aéroport Terminal 2. |                                                            |                                                            |                                                            |                                                            |                                                            |                                                            |                                                            |                                                            |
| 80    | Autre : Anciennement ligne 110 (avant janvier 2023). |                                                            |                                                            |                                                            |                                                            |                                                            |                                                            |                                                            |                                                            |
| 80    | Dernière actualisation : 19 août 2025 |                                                            |                                                            |                                                            |                                                            |                                                            |                                                            |                                                            |                                                            |
| 81    | Nice - Aéroport Terminal 2 ⥋ Cannes - Gare SNCF | Nice - Aéroport Terminal 2 ⥋ Cannes - Gare SNCF            | Nice - Aéroport Terminal 2 ⥋ Cannes - Gare SNCF            | Nice - Aéroport Terminal 2 ⥋ Cannes - Gare SNCF            | Nice - Aéroport Terminal 2 ⥋ Cannes - Gare SNCF            | Nice - Aéroport Terminal 2 ⥋ Cannes - Gare SNCF            | Nice - Aéroport Terminal 2 ⥋ Cannes - Gare SNCF            | Nice - Aéroport Terminal 2 ⥋ Cannes - Gare SNCF            | Nice - Aéroport Terminal 2 ⥋ Cannes - Gare SNCF            |
| 81    | Ouverture / Fermeture — / — | Longueur —                                                 | Durée 45 min                                               | Nb. d’arrêts 1                                             | Matériel Yutong ICe 12                                     | Jours de fonctionnement L, Ma, Me, J, V, S, D              | Jour / Soir / Nuit / Fêtes O / O / N / O                   | Voy. / an —                                                | Exploitant Keolis Alpes Maritimes                          |
| 81    | Desserte : - Communes : Cannes , Le Cannet , Antibes et Nice - Arrêts desservis : Direction Nice Aéroport - Cannes : Cannes Gare SNCF > Place Benidorm > Aéroport Terminal 2 |                                                            |                                                            |                                                            |                                                            |                                                            |                                                            |                                                            |                                                            |
| 81    | Autre : - Tarification spéciale. - Anciennement ligne 210 |                                                            |                                                            |                                                            |                                                            |                                                            |                                                            |                                                            |                                                            |
| 81    | Dernière actualisation : — |                                                            |                                                            |                                                            |                                                            |                                                            |                                                            |                                                            |                                                            |
| 82    | Nice Aéroport Terminal 2 ⥋ Vallauris Parking du 8 mai 1945 | Nice Aéroport Terminal 2 ⥋ Vallauris Parking du 8 mai 1945 | Nice Aéroport Terminal 2 ⥋ Vallauris Parking du 8 mai 1945 | Nice Aéroport Terminal 2 ⥋ Vallauris Parking du 8 mai 1945 | Nice Aéroport Terminal 2 ⥋ Vallauris Parking du 8 mai 1945 | Nice Aéroport Terminal 2 ⥋ Vallauris Parking du 8 mai 1945 | Nice Aéroport Terminal 2 ⥋ Vallauris Parking du 8 mai 1945 | Nice Aéroport Terminal 2 ⥋ Vallauris Parking du 8 mai 1945 | Nice Aéroport Terminal 2 ⥋ Vallauris Parking du 8 mai 1945 |
| 82    | Ouverture / Fermeture — / — | Longueur —                                                 | Durée —                                                    | Nb. d’arrêts 10                                            | Matériel Mercedes-Benz Intouro                             | Jours de fonctionnement L, Ma, Me, J, V, S, D              | Jour / Soir / Nuit / Fêtes O / N / N / O                   | Voy. / an —                                                | Exploitant Keolis Alpes Maritimes                          |
| 82    | Desserte : - Communes : Nice , Antibes , Juan-les-Pins , Golfe-Juan et Vallauris - Arrêts desservis : Nice Aéroport Terminal 2 > Centre Commercial > Chapelle des Combes > Pôles d’Echanges Antibes > Régence > Pont du Lys > Les Eucalyptus > La Poste > Square Nabonnand > Vallauris Parking du 8 mai 1945 |                                                            |                                                            |                                                            |                                                            |                                                            |                                                            |                                                            |                                                            |
| 82    | Autre : - Tarification spéciale. - Anciennement ligne 250 |                                                            |                                                            |                                                            |                                                            |                                                            |                                                            |                                                            |                                                            |
| 82    | Dernière actualisation : — |                                                            |                                                            |                                                            |                                                            |                                                            |                                                            |                                                            |                                                            |

### Lignes Proximité

#### Lignes 600 à 608
| Ligne | Caractéristiques | Caractéristiques                                           | Caractéristiques                                           | Caractéristiques                                           | Caractéristiques                                           | Caractéristiques                                           | Caractéristiques                                           | Caractéristiques                                           | Caractéristiques                                           |
| 600   | Nice – Square Normandie Niemen ⥋ Menton – Gare Routière | Nice – Square Normandie Niemen ⥋ Menton – Gare Routière    | Nice – Square Normandie Niemen ⥋ Menton – Gare Routière    | Nice – Square Normandie Niemen ⥋ Menton – Gare Routière    | Nice – Square Normandie Niemen ⥋ Menton – Gare Routière    | Nice – Square Normandie Niemen ⥋ Menton – Gare Routière    | Nice – Square Normandie Niemen ⥋ Menton – Gare Routière    | Nice – Square Normandie Niemen ⥋ Menton – Gare Routière    | Nice – Square Normandie Niemen ⥋ Menton – Gare Routière    |
| ----- | --- | ---------------------------------------------------------- | ---------------------------------------------------------- | ---------------------------------------------------------- | ---------------------------------------------------------- | ---------------------------------------------------------- | ---------------------------------------------------------- | ---------------------------------------------------------- | ---------------------------------------------------------- |
| 600   | Ouverture / Fermeture — / — | Longueur —                                                 | Durée —                                                    | Nb. d’arrêts —                                             | Matériel —                                                 | Jours de fonctionnement L, Ma, Me, J, V, S, D              | Jour / Soir / Nuit / Fêtes O / N / N / O                   | Voy. / an —                                                | Exploitant —                                               |
| 600   | Desserte : - Communes : Nice, Villefranche-sur-Mer, Beaulieu-sur-Mer, Èze-sur-Mer, Cap d'Ail, Monaco, Roquebrune-Cap-Martin et Menton. - Arrêts desservis : - En direction de « Menton – Gare Routière » : Square Normandie Niemen → Arson / Fodéré → Gustavin → Parc Louisa → Saint-Aignan → Président → Les Crêtes → Château de l'Anglais → Maeterlinck → Batterie → Les Hespérides → Saint-Estève → Octroi → Barmassa → Léopold II → Schifanoïa → Ange-Gardien → Pont Saint-Jean → Baie des Fourmis → Kérylos → Le Port Beaulieu → Petite Afrique → David → Cap Roux → Gare Eze → Cap Estel → Parking Saint-Laurent d'Eze → Gianton → Deux Tunnels → Edmond's → Guillaume Apollinaire → L'Eglise → Mairie Cap d'Ail → Le Loup Blanc → Liberté → Cimetière → Place d'Armes → Princesse Antoinette → Office de Tourisme → Place des Moulins → Saint-Roman MC → Saint-Roman → La Tranchée → La Boucherie → Les 4 Chemins → Datcha → 2ème Escalier → 1er Escalier → Massolin → Torraca → Riva Bella → 2ème Hameau → 1er Hameau → Bien Située → Casernes → Marché (Carnolès) → Pont de l'Union → Madone Parc → Place d'Armes → Casino → Gare Routière. - En direction de « Nice – Square Normandie Niemen » : Gare Routière → Casino → Madone → Madone Parc → Pont de l'Union → St-Joseph (Carnolès) → Casernes → Bien Située → 1er Hameau → 2ème Hameau Torraca → Massolin → 1er Escalier → 2ème Escalier → Ramingao → Les 4 Chemins → La Boucherie → La Tranchée → Saint-Roman → Saint-Roman MC → Place des Moulins → Monte-Carlo (Casino) → Sainte-Dévote Gare → Place d'Armes → Liberté → Le Loup Blanc → Mairie Cap d'Ail → La Source → Beaverbrook → Deux Tunnels → Gianton → Parking Saint-Laurent d'Eze → Cap Estel → Gare Eze → Cap Roux → David → Petite Afrique →Le Port Beaulieu → Kérylos → Gare Beaulieu-sur-Mer → Joffre → Montée du Rêve → Ange-Gardien → Schifanoïa → Léopold II → Barmassa → Octroi → Saint-Estève → Les Hespérides → Batterie → Maeterlinck → Château de l'Anglais → Les Crêtes → Président → Saint-Aignan → Parc Louisa → Gustavin → Port Lympia → Square Normandie Niemen. |                                                            |                                                            |                                                            |                                                            |                                                            |                                                            |                                                            |                                                            |
| 600   | Évolution : Ligne scindée en deux lignes distinctes 607 (Nice ⥋ Monaco) et 608 (Monaco ⥋ Menton) entre le 3 octobre 2022 et le 6 avril 2024. Autre : Anciennement ligne 100 (avant janvier 2023). |                                                            |                                                            |                                                            |                                                            |                                                            |                                                            |                                                            |                                                            |
| 600   | Dernière actualisation : 19 août 2025 |                                                            |                                                            |                                                            |                                                            |                                                            |                                                            |                                                            |                                                            |
| 601   | Noctambus | Noctambus                                                  | Noctambus                                                  | Noctambus                                                  | Noctambus                                                  | Noctambus                                                  | Noctambus                                                  | Noctambus                                                  | Noctambus                                                  |
| 601   | Nice - Aéroport Terminal 1 ⥋ Menton - Bastion |                                                            |                                                            |                                                            |                                                            |                                                            |                                                            |                                                            |                                                            |
| 601   | Ouverture / Fermeture — / — | Longueur —                                                 | Durée —                                                    | Nb. d’arrêts 67 à 71                                       | Matériel Mercedes-Benz Citaro G C2                         | Jours de fonctionnement J, V, S                            | Jour / Soir / Nuit / Fêtes N / O / O / O                   | Voy. / an —                                                | Exploitant Transdev RLM                                    |
| 601   | Desserte : - Communes : Nice , Villefranche-sur-Mer , Beaulieu-sur-Mer , Èze , Cap d'Ail , Monaco , Roquebrune-Cap-Martin et Menton |                                                            |                                                            |                                                            |                                                            |                                                            |                                                            |                                                            |                                                            |
| 601   | Autre : - Anciennement ligne N100 |                                                            |                                                            |                                                            |                                                            |                                                            |                                                            |                                                            |                                                            |
| 601   | Dernière actualisation : — |                                                            |                                                            |                                                            |                                                            |                                                            |                                                            |                                                            |                                                            |
| 602   | Nice - Vauban ⥋ Monte Carlo - Casino | Nice - Vauban ⥋ Monte Carlo - Casino                       | Nice - Vauban ⥋ Monte Carlo - Casino                       | Nice - Vauban ⥋ Monte Carlo - Casino                       | Nice - Vauban ⥋ Monte Carlo - Casino                       | Nice - Vauban ⥋ Monte Carlo - Casino                       | Nice - Vauban ⥋ Monte Carlo - Casino                       | Nice - Vauban ⥋ Monte Carlo - Casino                       | Nice - Vauban ⥋ Monte Carlo - Casino                       |
| 602   | Ouverture / Fermeture — / — | Longueur —                                                 | Durée 50/65 min                                            | Nb. d’arrêts 44                                            | Matériel Mercedes-Benz Citaro                              | Jours de fonctionnement L, Ma, Me, J, V, S                 | Jour / Soir / Nuit / Fêtes O / N / N / N                   | Voy. / an —                                                | Exploitant Transdev RLM (Pont Garigliano)                  |
| 602   | Desserte : - Communes : Nice, La Turbie, Cap d'Ail et Monaco (Principauté de Monaco) - Arrêts desservis : Direction Monte Carlo - Casino : Nice Vauban > Risso/Palais > XVe Corps > Boyer > Bavastro > Max Barel > Terra Amata > De Joly > Pré Fossati > Urbain Bosio > Moyenne Corniche > Fort Thaon > L'Escale > Col de Villefranche > La Pinède > La Corne d'Or > Le Castellet > La Léopolda > Les Caroubiers > Saint-Michel > La Calade > Bella Vista > Èze Village > Les Flots Bleus > Château Balzan > Barnessa > La Valléria > Saint-Laurent-d'Èze/RN7 > Les Serriers > Bautugan > Centre Méditerranéen > Dixie > Salines > Jardin Exotique > Belgique > Pont Sainte-Dévote > Roqueville > Monte-Carlo Casino. Direction Nice - Vauban : Monte-Carlo Casino > Crémaillère > Pont Sainte-Dévote > Belgique > Salines > Dixie > Bautugan > Costa Plana > Zone d'Activités > Les Serriers > La Valléria > Barnessa > Les Flots Bleus > Èze Village > La Calade > Oasis > Saint-Michel > Les Caroubiers > La Léopolda > Le Castellet > La Corne d'Or > La Pinède > Col de Villefranche > Route Forestière > L'Escale > Fort Thaon > Moyenne Corniche > Urbain Bosio > Pré Fossati > De Joly > Terra Amata > Max Barel > Bavastro > Boyer > Acropolis/Barla > Risso/Palais > Nice Vauban. |                                                            |                                                            |                                                            |                                                            |                                                            |                                                            |                                                            |                                                            |
| 602   | Autre : - Anciennement ligne 112 |                                                            |                                                            |                                                            |                                                            |                                                            |                                                            |                                                            |                                                            |
| 602   | Dernière actualisation : — |                                                            |                                                            |                                                            |                                                            |                                                            |                                                            |                                                            |                                                            |
| 604   | Monaco - Place d’ Armes ⥋ Peille - Village | Monaco - Place d’ Armes ⥋ Peille - Village                 | Monaco - Place d’ Armes ⥋ Peille - Village                 | Monaco - Place d’ Armes ⥋ Peille - Village                 | Monaco - Place d’ Armes ⥋ Peille - Village                 | Monaco - Place d’ Armes ⥋ Peille - Village                 | Monaco - Place d’ Armes ⥋ Peille - Village                 | Monaco - Place d’ Armes ⥋ Peille - Village                 | Monaco - Place d’ Armes ⥋ Peille - Village                 |
| 604   | Ouverture / Fermeture — / — | Longueur —                                                 | Durée 40 min                                               | Nb. d’arrêts 9 à 10                                        | Matériel Otokar Vectio                                     | Jours de fonctionnement L, Ma, Me, J, V, S                 | Jour / Soir / Nuit / Fêtes O / N / N / N                   | Voy. / an —                                                | Exploitant Transdev TAM Lingostière                        |
| 604   | Desserte : - Communes : Monaco , Cap d’Ail , La Turbie et Peille - Arrêts desservis : Direction Peille - Village : Monaco Places d’ Armes > Belgique > Villa Paloma > Bautugan > Costa Plana > Les Genêts > Mairie La Turbie > Saint Martin > Saint-Pancrace > Peille Village. Direction Monaco - Place d’ Armes: Peille Village > Saint-Martin > Mairie La Turbie > Les Genêts > Bautugan > Centre Méditerranéen > Villa Paloma > Belgique > Monaco Places d’ Armes |                                                            |                                                            |                                                            |                                                            |                                                            |                                                            |                                                            |                                                            |
| 604   | Autre : - Dimanches et jours fériés, voir ligne T66 . - Anciennement ligne 102 |                                                            |                                                            |                                                            |                                                            |                                                            |                                                            |                                                            |                                                            |
| 604   | Dernière actualisation : — |                                                            |                                                            |                                                            |                                                            |                                                            |                                                            |                                                            |                                                            |
| 605   | Éze - Village ⥋ Monaco - Place d’Armes | Éze - Village ⥋ Monaco - Place d’Armes                     | Éze - Village ⥋ Monaco - Place d’Armes                     | Éze - Village ⥋ Monaco - Place d’Armes                     | Éze - Village ⥋ Monaco - Place d’Armes                     | Éze - Village ⥋ Monaco - Place d’Armes                     | Éze - Village ⥋ Monaco - Place d’Armes                     | Éze - Village ⥋ Monaco - Place d’Armes                     | Éze - Village ⥋ Monaco - Place d’Armes                     |
| 605   | Ouverture / Fermeture — / — | Longueur —                                                 | Durée 55 min                                               | Nb. d’arrêts 11                                            | Matériel —                                                 | Jours de fonctionnement L, Ma, Me, J, V                    | Jour / Soir / Nuit / Fêtes O / — / N / N                   | Voy. / an —                                                | Exploitant Transdev RLM (Pont Garigliano)                  |
| 605   | Desserte : - Communes : Nice, La Turbie, Cap d'Ail et Monaco (Principauté de Monaco) - Arrêts desservis : Direction Monaco - Fontvieille Albert II : Nice - Vauban > Ancien Octroi > La Chaumière > Mairie La Turbie > Les Genêts > Bautugan > Centre Méditerranéen > Jardin Exotique > Belgique > Place d'Armes > Fontvieille Albert II Direction Nice - Vauban : Fontvieille Albert II > Place d'Armes > Belgique > Jardin Exotique > Bautugan > Costa Plana > Les Genêts > Mairie La Turbie > La Chaumière > Ancien Octroi > Nice - Vauban |                                                            |                                                            |                                                            |                                                            |                                                            |                                                            |                                                            |                                                            |
| 605   | Autre : - Anciennement ligne 103 |                                                            |                                                            |                                                            |                                                            |                                                            |                                                            |                                                            |                                                            |
| 605   | Dernière actualisation : — |                                                            |                                                            |                                                            |                                                            |                                                            |                                                            |                                                            |                                                            |
| 607   | Nice - Square Normandie - Niemen ⥋ Monaco - Saint-Roman MC | Nice - Square Normandie - Niemen ⥋ Monaco - Saint-Roman MC | Nice - Square Normandie - Niemen ⥋ Monaco - Saint-Roman MC | Nice - Square Normandie - Niemen ⥋ Monaco - Saint-Roman MC | Nice - Square Normandie - Niemen ⥋ Monaco - Saint-Roman MC | Nice - Square Normandie - Niemen ⥋ Monaco - Saint-Roman MC | Nice - Square Normandie - Niemen ⥋ Monaco - Saint-Roman MC | Nice - Square Normandie - Niemen ⥋ Monaco - Saint-Roman MC | Nice - Square Normandie - Niemen ⥋ Monaco - Saint-Roman MC |
| 607   | Ouverture / Fermeture 3 octobre 2022 / 6 avril 2024 | Longueur —                                                 | Durée —                                                    | Nb. d’arrêts 47                                            | Matériel —                                                 | Jours de fonctionnement L, Ma, Me, J, V, S, D              | Jour / Soir / Nuit / Fêtes O / — / N / O                   | Voy. / an —                                                | Exploitant Transdev Monaco (Pont Garigliano)               |
| 607   | Desserte : - Communes : Nice, Villefranche-sur-Mer, Beaulieu-sur-Mer, Eze-sur-Mer, Cap d’Ail et Monaco (Principauté de Monaco) - Arrêts desservis : Nice Square Normandie Niemen > Arson/Fodéré > Port Lympia > Gustavin > Parc Louisa > St-Aignan > Président > Les Crêtes > Château de l’Anglais > Maeterlinck > Batterie > Les Hespérides > St-Estève > Octroi > Barmassa > Léopold II > Schifanoïa > Ange Gardien > Pont St-Jean > Montée du Rêve > Joffre > Baie des Fourmis > Gare Beaulieu-sur-Mer > Kérylos > Le Port-Beaulieu > Petite Afrique > David > Cap Roux > Gare Eze > Cap Estel > Parking St-Laurent d’Eze > Gianton > Deux Tunnels > Edmond’s > Guillaume Appolinaire > Beaverbrook > La Source > L’Eglise > Mairie Cap d’Ail > Le Loup Blanc > Liberté > Cimetière > Place d’Armes > Princesse Antoinette > Sainte Dévote Gare > Monte Carlo (Casino) > Place des Moulins > Monaco Saint-Roman |                                                            |                                                            |                                                            |                                                            |                                                            |                                                            |                                                            |                                                            |
| 607   | Autre : - Ne circule pas le 1er mai - Anciennement ligne 100 |                                                            |                                                            |                                                            |                                                            |                                                            |                                                            |                                                            |                                                            |
| 607   | Dernière actualisation : 6 avril 2024 |                                                            |                                                            |                                                            |                                                            |                                                            |                                                            |                                                            |                                                            |
| 608   | Menton - Gare Routière ⥋ Menton - Gare Routière | Menton - Gare Routière ⥋ Menton - Gare Routière            | Menton - Gare Routière ⥋ Menton - Gare Routière            | Menton - Gare Routière ⥋ Menton - Gare Routière            | Menton - Gare Routière ⥋ Menton - Gare Routière            | Menton - Gare Routière ⥋ Menton - Gare Routière            | Menton - Gare Routière ⥋ Menton - Gare Routière            | Menton - Gare Routière ⥋ Menton - Gare Routière            | Menton - Gare Routière ⥋ Menton - Gare Routière            |
| 608   | Ouverture / Fermeture 3 octobre 2022 / 6 avril 2024 | Longueur —                                                 | Durée 60/90 min                                            | Nb. d’arrêts 74                                            | Matériel Mercedes-Benz Citaro G C2                         | Jours de fonctionnement L, Ma, Me, J, V, S, D              | Jour / Soir / Nuit / Fêtes O / O / O / O                   | Voy. / an —                                                | Exploitant Transdev Monaco (Pont Garigliano)               |
| 608   | Desserte : - Lieux desservis : - Arrêts desservis : |                                                            |                                                            |                                                            |                                                            |                                                            |                                                            |                                                            |                                                            |
| 608   | Autre : - Ne circule pas le 1er mai *Anciennement ligne 100 |                                                            |                                                            |                                                            |                                                            |                                                            |                                                            |                                                            |                                                            |
| 608   | Dernière actualisation : 6 avril 2024 |                                                            |                                                            |                                                            |                                                            |                                                            |                                                            |                                                            |                                                            |

#### Lignes 610 à 616
| Ligne | Caractéristiques | Caractéristiques                      | Caractéristiques                      | Caractéristiques                      | Caractéristiques                      | Caractéristiques                              | Caractéristiques                         | Caractéristiques                      | Caractéristiques                      |
| 610   | Nice ⥋ Contes | Nice ⥋ Contes                         | Nice ⥋ Contes                         | Nice ⥋ Contes                         | Nice ⥋ Contes                         | Nice ⥋ Contes                                 | Nice ⥋ Contes                            | Nice ⥋ Contes                         | Nice ⥋ Contes                         |
| ----- | --- | ------------------------------------- | ------------------------------------- | ------------------------------------- | ------------------------------------- | --------------------------------------------- | ---------------------------------------- | ------------------------------------- | ------------------------------------- |
| 610   | Ouverture / Fermeture — / — | Longueur —                            | Durée —                               | Nb. d’arrêts —                        | Matériel —                            | Jours de fonctionnement L, Ma, Me, J, V, S, D | Jour / Soir / Nuit / Fêtes — / — / — / — | Voy. / an —                           | Exploitant Transdev Côte d'Azur       |
| 610   | Desserte : Vauban G R Nice Vauban Universite Nice Tende Nice Tende Gendarmerie Nice Pont Vincent Auriol Nice Cite PLM Nice Pont Michel Nice Les Ecoles Nice Parc à Fourrage Nice Lavoir Nice La Chaumiere Nice Bon Voyage Nice Riba Roussa La Trinité Pont De L'Ariane La Trinité L Oli La Trinité La Nuit La Trinité Sainte Anne La Trinité Route de Laghet La Trinité Pont de la Roma La Trinité Les Chenes Verts La Trinité Le Vallon Drap Place Cauvin Drap Carlin Drap Pont de Cantaron Drap Pont du Chemin de Fer Drap Les Vernes Drap Plan de Blavet Drap Pont de Peille 610 Blausasc La Condamine Blausasc La Tencia Blausasc Robinasso Blausasc La Pointe Blausasc Le Tabac Blausasc La Pointe de Contes Contes Le Crouzelier Contes Passerelle Contes La Roseyre Contes Trancasse Contes Barella Contes Le Pilon Contes Le Gheit Contes La Grave de Contes |                                       |                                       |                                       |                                       |                                               |                                          |                                       |                                       |
| 610   | Autre : - Anciennement ligne 300 |                                       |                                       |                                       |                                       |                                               |                                          |                                       |                                       |
| 610   | Dernière actualisation : — |                                       |                                       |                                       |                                       |                                               |                                          |                                       |                                       |
| 611   | Contes ⥋ Sclos de Contes | Contes ⥋ Sclos de Contes              | Contes ⥋ Sclos de Contes              | Contes ⥋ Sclos de Contes              | Contes ⥋ Sclos de Contes              | Contes ⥋ Sclos de Contes                      | Contes ⥋ Sclos de Contes                 | Contes ⥋ Sclos de Contes              | Contes ⥋ Sclos de Contes              |
| 611   | Ouverture / Fermeture — / — | Longueur —                            | Durée —                               | Nb. d’arrêts —                        | Matériel —                            | Jours de fonctionnement L, Ma, Me, J, V, S    | Jour / Soir / Nuit / Fêtes — / — / — / — | Voy. / an —                           | Exploitant Transdev Côte d'Azur       |
| 611   | Desserte : Sainte Helene Contes Sclos de Contes Contes Chemin de Mazin Contes Mirasol Contes La Vernea Contes Les Genets Contes Chemin de l Euze Contes Les Mouchettes Contes Le Pilon Contes Le Gheit Contes Les Vernes - Lycee de Drap Drap La Grave de Contes Contes Pont Michel Nice Pont Vincent Auriol Nice Palais Des Expositions Nice Square Toja Nice Vauban G R Nice Pont Vincent Auriol Nice Pont Michel Nice Le Gheit Contes Les Mouchettes Contes Chemin de l Euze Contes Les Genets Contes La Vernea Contes Mirasol Contes Chemin de Mazin Contes Sclos de Contes Contes Sainte Helene Contes |                                       |                                       |                                       |                                       |                                               |                                          |                                       |                                       |
| 611   | Autre : - Anciennement ligne 301 |                                       |                                       |                                       |                                       |                                               |                                          |                                       |                                       |
| 611   | Dernière actualisation : — |                                       |                                       |                                       |                                       |                                               |                                          |                                       |                                       |
| 612   | Contes ⥋ Berre-les-Alpes | Contes ⥋ Berre-les-Alpes              | Contes ⥋ Berre-les-Alpes              | Contes ⥋ Berre-les-Alpes              | Contes ⥋ Berre-les-Alpes              | Contes ⥋ Berre-les-Alpes                      | Contes ⥋ Berre-les-Alpes                 | Contes ⥋ Berre-les-Alpes              | Contes ⥋ Berre-les-Alpes              |
| 612   | Ouverture / Fermeture — / — | Longueur —                            | Durée —                               | Nb. d’arrêts —                        | Matériel —                            | Jours de fonctionnement L, Ma, Me, J, V, S    | Jour / Soir / Nuit / Fêtes — / — / — / — | Voy. / an —                           | Exploitant Transdev Côte d'Azur       |
| 612   | Desserte : La Grave de Contes Contes La Croix Contes Le Trinco Contes Maison de Retraite Contes Bessi Berre-les-Alpes Chapelle Berre-les-Alpes Salle des Fetes Berre-les-Alpe |                                       |                                       |                                       |                                       |                                               |                                          |                                       |                                       |
| 612   | Autre : - Anciennement ligne 302 |                                       |                                       |                                       |                                       |                                               |                                          |                                       |                                       |
| 612   | Dernière actualisation : — |                                       |                                       |                                       |                                       |                                               |                                          |                                       |                                       |
| 613   | Contes ⥋ Coaraze | Contes ⥋ Coaraze                      | Contes ⥋ Coaraze                      | Contes ⥋ Coaraze                      | Contes ⥋ Coaraze                      | Contes ⥋ Coaraze                              | Contes ⥋ Coaraze                         | Contes ⥋ Coaraze                      | Contes ⥋ Coaraze                      |
| 613   | Ouverture / Fermeture — / — | Longueur —                            | Durée —                               | Nb. d’arrêts —                        | Matériel —                            | Jours de fonctionnement L, Ma, Me, J, V, S    | Jour / Soir / Nuit / Fêtes — / — / — / — | Voy. / an —                           | Exploitant Transdev Côte d'Azur       |
| 613   | Desserte : Village Coaraze Pinea Coaraze Village Bendejun Xavier de Saissi Bendejun Les Moulins Contes La Croix Contes La Grave de Contes Contes Le Gheit Contes Le Pilon Contes Barella Contes Trancasse Contes La Roseyre Contes Passerelle Contes Le Crouzelier Contes |                                       |                                       |                                       |                                       |                                               |                                          |                                       |                                       |
| 613   | Autre : - Anciennement ligne 303 |                                       |                                       |                                       |                                       |                                               |                                          |                                       |                                       |
| 613   | Dernière actualisation : — |                                       |                                       |                                       |                                       |                                               |                                          |                                       |                                       |
| 614   | Touët-de-l’Escarène ⥋ Drap / Cantaron | Touët-de-l’Escarène ⥋ Drap / Cantaron | Touët-de-l’Escarène ⥋ Drap / Cantaron | Touët-de-l’Escarène ⥋ Drap / Cantaron | Touët-de-l’Escarène ⥋ Drap / Cantaron | Touët-de-l’Escarène ⥋ Drap / Cantaron         | Touët-de-l’Escarène ⥋ Drap / Cantaron    | Touët-de-l’Escarène ⥋ Drap / Cantaron | Touët-de-l’Escarène ⥋ Drap / Cantaron |
| 614   | Ouverture / Fermeture — / — | Longueur —                            | Durée —                               | Nb. d’arrêts —                        | Matériel —                            | Jours de fonctionnement L, Ma, Me, J, V, S    | Jour / Soir / Nuit / Fêtes — / — / — / — | Voy. / an —                           | Exploitant Transdev Côte d'Azur       |
| 614   | Desserte : Place Touët-de-l'Escarène L Escarene L'Escarène Pissandrus L'Escarène Col de Nice L'Escarène La Blancarde L'Escarène Village Blausasc Grave de Peille Mairie Peille Villa Vicat Peille Centre Menager Peille La Cite Peillon Le Square Peillon Le Jardin Peillon Le Moulin Peillon Hôtel De Ville Peillon La Soutrana Peillon Les Mazues Peillon Promenade A Passeron Peillon Place Millo Peillon Andrio Blausasc Pont de Peille 360 Drap Plan de Blavet Drap Les Vernes Drap Pont du Chemin de Fer Drap Drap - Gare SNCF Cantaron Pont du Chemin de Fer Drap Les Vernes Drap Pont de Peille 360 Drap Andrio Blausasc Place Millo Peillon Promenade A Passeron Peillon Châteauvieux Peillon La Soutrana Peillon Hôtel De Ville Peillon Grave de Peille Mairie Peille Le Moulin Peillon Le Jardin Peillon Le Square Peillon La Cite Peillon Centre Menager Peille Villa Vicat Peille Grave de Peille Mairie Peille Village Blausasc La Blancarde L'Escarène Col de Nice L'Escarène Pissandrus L'Escarène L Escarene L'Escarène Place Touët-de-l'Escarène |                                       |                                       |                                       |                                       |                                               |                                          |                                       |                                       |
| 614   | Autre : - Anciennement ligne 304 |                                       |                                       |                                       |                                       |                                               |                                          |                                       |                                       |
| 614   | Dernière actualisation : — |                                       |                                       |                                       |                                       |                                               |                                          |                                       |                                       |
| 615   | Nice ⥋ Lucéram | Nice ⥋ Lucéram                        | Nice ⥋ Lucéram                        | Nice ⥋ Lucéram                        | Nice ⥋ Lucéram                        | Nice ⥋ Lucéram                                | Nice ⥋ Lucéram                           | Nice ⥋ Lucéram                        | Nice ⥋ Lucéram                        |
| 615   | Ouverture / Fermeture — / — | Longueur —                            | Durée —                               | Nb. d’arrêts —                        | Matériel —                            | Jours de fonctionnement L, Ma, Me, J, V, S, D | Jour / Soir / Nuit / Fêtes — / — / — / — | Voy. / an —                           | Exploitant Transdev Côte d'Azur       |
| 615   | Desserte : Vauban G R Nice Vauban Universite Nice Tende Nice Tende Gendarmerie Nice Pont Vincent Auriol Nice Cite PLM Nice Pont Michel Nice Les Ecoles Nice Parc à Fourrage Nice Lavoir Nice La Chaumiere Nice Bon Voyage Nice Riba Roussa La Trinité Pont De L'Ariane La Trinité L Oli La Trinité La Nuit La Trinité Sainte Anne La Trinité Route de Laghet La Trinité La Trinite La Trinité L Eglise La Trinité Pont de la Roma La Trinité Les Chenes Verts La Trinité Le Vallon Drap Place Cauvin Drap Carlin Drap Pont de Cantaron Drap Pont du Chemin de Fer Drap Les Vernes Drap Les Vernes - Lycee de Drap Drap Plan de Blavet Drap Pont de Peille 300 Blausasc Pont de Peille 360 Drap La Condamine Blausasc La Tencia Blausasc Robinasso Blausasc La Pointe Blausasc Le Tabac Blausasc Le Destey Contes Fontaine du Jarrier Contes La Garde Blausasc La Garde Sud Contes Village Blausasc Col de Nice L'Escarène Pissandrus L'Escarène L Escarene L'Escarène Pole Echange Multimodal L'Escarène College Rabelais L'Escarène Les Mortissonts Lucéram Chemin des Mounts Lucéram Les Pompiers Lucéram Place de La Republique Lucéram Village Lucéram Peira Cava Lucéram         |                                       |                                       |                                       |                                       |                                               |                                          |                                       |                                       |
| 615   | Autre : - Anciennement ligne 340 |                                       |                                       |                                       |                                       |                                               |                                          |                                       |                                       |
| 615   | Dernière actualisation : — |                                       |                                       |                                       |                                       |                                               |                                          |                                       |                                       |
| 616   | Nice ⥋ L'Escarene / Lucéram | Nice ⥋ L'Escarene / Lucéram           | Nice ⥋ L'Escarene / Lucéram           | Nice ⥋ L'Escarene / Lucéram           | Nice ⥋ L'Escarene / Lucéram           | Nice ⥋ L'Escarene / Lucéram                   | Nice ⥋ L'Escarene / Lucéram              | Nice ⥋ L'Escarene / Lucéram           | Nice ⥋ L'Escarene / Lucéram           |
| 616   | Ouverture / Fermeture — / — | Longueur —                            | Durée —                               | Nb. d’arrêts —                        | Matériel —                            | Jours de fonctionnement L, Ma, Me, J, V, S    | Jour / Soir / Nuit / Fêtes — / — / — / — | Voy. / an —                           | Exploitant Transdev Côte d'Azur       |
| 616   | Desserte : Vauban G R Nice Vauban Universite Nice Tende Nice Tende Gendarmerie Nice Pont Vincent Auriol Nice Cite PLM Nice Pont Michel Nice Les Ecoles Nice Parc à Fourrage Nice Lavoir Nice La Chaumiere Nice Bon Voyage Nice Riba Roussa La Trinité Pont De L'Ariane La Trinité L Oli La Trinité La Nuit La Trinité Sainte Anne La Trinité Route de Laghet La Trinité La Trinite La Trinité Pont de la Roma La Trinité Les Chenes Verts La Trinité Le Vallon Drap Place Cauvin Drap Carlin Drap Pont de Cantaron Drap Pont du Chemin de Fer Drap Les Vernes Drap Les Vernes - Lycee de Drap Drap Plan de Blavet Drap Pont de Peille 616 Drap Andrio Blausasc Place Millo Peillon Châteauvieux Peillon La Soutrana Peillon Hôtel De Ville Peillon Le Moulin Peillon Le Jardin Peillon Le Square Peillon La Cite Peillon Centre Menager Peille Grave de Peille Mairie Peille Villa Vicat Peille Mairie Annexe Peille Le Moulin Neuf Peille Chemin Sainte Anne Peille Pont du Serre L'Escarène Place Camous L'Escarène Pole Echange Multimodal L'Escarène College Rabelais L'Escarène Les Mortissonts Lucéram Chemin des Mounts Lucéram Place de La Republique Lucéram Village Lucéram |                                       |                                       |                                       |                                       |                                               |                                          |                                       |                                       |
| 616   | Autre : - Anciennement ligne 360 |                                       |                                       |                                       |                                       |                                               |                                          |                                       |                                       |
| 616   | Dernière actualisation : — |                                       |                                       |                                       |                                       |                                               |                                          |                                       |                                       |

#### Lignes 620 à 637
| Ligne | Caractéristiques | Caractéristiques                                                  | Caractéristiques                                                  | Caractéristiques                                                  | Caractéristiques                                                  | Caractéristiques                                                  | Caractéristiques                                                  | Caractéristiques                                                  | Caractéristiques                                                  |
| 620   | Nice - Parc Phoenix ⥋ Cannes - Gare SNCF | Nice - Parc Phoenix ⥋ Cannes - Gare SNCF                          | Nice - Parc Phoenix ⥋ Cannes - Gare SNCF                          | Nice - Parc Phoenix ⥋ Cannes - Gare SNCF                          | Nice - Parc Phoenix ⥋ Cannes - Gare SNCF                          | Nice - Parc Phoenix ⥋ Cannes - Gare SNCF                          | Nice - Parc Phoenix ⥋ Cannes - Gare SNCF                          | Nice - Parc Phoenix ⥋ Cannes - Gare SNCF                          | Nice - Parc Phoenix ⥋ Cannes - Gare SNCF                          |
| ----- | --- | ----------------------------------------------------------------- | ----------------------------------------------------------------- | ----------------------------------------------------------------- | ----------------------------------------------------------------- | ----------------------------------------------------------------- | ----------------------------------------------------------------- | ----------------------------------------------------------------- | ----------------------------------------------------------------- |
| 620   | Ouverture / Fermeture — / — | Longueur —                                                        | Durée 80/112 min                                                  | Nb. d’arrêts 77                                                   | Matériel Mercedes-Benz Citaro C2                                  | Jours de fonctionnement L, Ma, Me, J, V, S, D                     | Jour / Soir / Nuit / Fêtes O / N / N / O                          | Voy. / an —                                                       | Exploitant Keolis Alpes Maritimes                                 |
| 620   | Desserte : - Communes : Nice , Saint-Laurent-du-Var , Cagnes-sur-Mer , Antibes et Cannes - Arrêts desservis : Direction Cannes - Gare SNCF : Nice - Parc Phoenix > Aéroport/Promenade > La Passerelle > La Belle Étoile > Le Gros Chêne > Les Vespins > Val Fleuri > Les Tritons > Les Oliviers > Les Violettes > La Bégude > Georges Pompidou > Square Bourdet > 11 novembre > Square du 8 mai > Saint-Véran > Le Logis du Loup > Deux Rives > Les Baumettes > Loubet Marina > Les Touristes > Parc Vaugrenier > Les Groules > Gare de Biot SNCF > Tananarive > La Fontonne > Petit Four > Les Phalènes > Pôle d'Échanges d'Antibes > Dir. Chaudon > Pont du Colonial > Régence > Pont du Lys > Trianon > Église Jeanne d'Arc > Eucalyptus > Glacière > Les Courcettes > Gabelle > Square Nabonnand > Villa Lucienne > Pont de l'Aube > Mirandole > Batterie > Mire Juan > Gazagnaire > Alexandra Palace > Californie > Pont de Gabres > Cannes Gare SNCF. Direction Nice - Parc Phoenix : Cannes Gare SNCF > Pont des Gabres > Capron > Notre-Dame des Pins > Les Pervenches > Gazagnaire > La Source > Mire Juan > Batterie > Pont de l'Aube > Villa Lucienne > Square Nabonnand > Gabelle > Les Courcettes > Glacière > Les Eucalyptus > Église Jeanne d'Arc > Le Trianon > Pont du Lys > Régence > Pont du Colonial > Dugommier > Pôle d'Échanges d'Antibes > Chemin du Prugnon > Petit Four > La Fontonne > Tananarive > Gare de Biot SNCF > Les Groules > Parc Vaugrenier > Gare SNCF > Loubet Marina > Les Baumettes > Deux Rives > Le Logis du Loup > Saint-Véran > Square du 8 mai > L'Église > Square Bourdet > Georges Pompidou > La Bégude > Les Violettes > Les Oliviers > Les Tritons > Val Fleuri > Les Vespins > RN7 Vauban > RN7 Les Mouettes > La Belle Étoile > Gare RN7 > La Passerelle > Aéroport/Promenade > Nice - Parc Phoenix. |                                                                   |                                                                   |                                                                   |                                                                   |                                                                   |                                                                   |                                                                   |                                                                   |
| 620   | Autre : - Anciennement ligne 200 |                                                                   |                                                                   |                                                                   |                                                                   |                                                                   |                                                                   |                                                                   |                                                                   |
| 620   | Dernière actualisation : — |                                                                   |                                                                   |                                                                   |                                                                   |                                                                   |                                                                   |                                                                   |                                                                   |
| 621   | Noctambus N200 | Noctambus N200                                                    | Noctambus N200                                                    | Noctambus N200                                                    | Noctambus N200                                                    | Noctambus N200                                                    | Noctambus N200                                                    | Noctambus N200                                                    | Noctambus N200                                                    |
| 621   | Nice - Aéroport Terminal 1 ⥋ Cannes - Gare SNCF |                                                                   |                                                                   |                                                                   |                                                                   |                                                                   |                                                                   |                                                                   |                                                                   |
| 621   | Ouverture / Fermeture — / — | Longueur —                                                        | Durée —                                                           | Nb. d’arrêts 24 à 26                                              | Matériel Mercedes-Benz Citaro C2                                  | Jours de fonctionnement J, V, S                                   | Jour / Soir / Nuit / Fêtes N / O / O / O                          | Voy. / an —                                                       | Exploitant Keolis Alpes Maritimes                                 |
| 621   | Desserte : - Communes : Nice , Saint-Laurent-du-Var , Cagnes-sur-Mer , Villeneuve-Loubet , Antibes , Golfe-Juan et Cannes |                                                                   |                                                                   |                                                                   |                                                                   |                                                                   |                                                                   |                                                                   |                                                                   |
| 621   | Autre : - Anciennement ligne N200 |                                                                   |                                                                   |                                                                   |                                                                   |                                                                   |                                                                   |                                                                   |                                                                   |
| 621   | Dernière actualisation : — |                                                                   |                                                                   |                                                                   |                                                                   |                                                                   |                                                                   |                                                                   |                                                                   |
| 622   | Nice - Lycée Masséna ⥋ Villeneuve Loubet - Les Maurettes | Nice - Lycée Masséna ⥋ Villeneuve Loubet - Les Maurettes          | Nice - Lycée Masséna ⥋ Villeneuve Loubet - Les Maurettes          | Nice - Lycée Masséna ⥋ Villeneuve Loubet - Les Maurettes          | Nice - Lycée Masséna ⥋ Villeneuve Loubet - Les Maurettes          | Nice - Lycée Masséna ⥋ Villeneuve Loubet - Les Maurettes          | Nice - Lycée Masséna ⥋ Villeneuve Loubet - Les Maurettes          | Nice - Lycée Masséna ⥋ Villeneuve Loubet - Les Maurettes          | Nice - Lycée Masséna ⥋ Villeneuve Loubet - Les Maurettes          |
| 622   | Ouverture / Fermeture — / — | Longueur —                                                        | Durée 50/75 min                                                   | Nb. d’arrêts —                                                    | Matériel GX 137                                                   | Jours de fonctionnement L, Ma, Me, J, V, S                        | Jour / Soir / Nuit / Fêtes O / N / N / N                          | Voy. / an —                                                       | Exploitant Keolis Alpes Maritimes                                 |
| 622   | Desserte : - Communes : Nice , Saint-Laurent-du-Var , Cagnes-sur-Mer et Villeneuve Loubet - Arrêts desservis : Direction Villeneuve Loubet - Les Maurettes : Nice - Lycée Masséna > Station J.C. Bermond > Gustave V > Congrès/Promenade > Gambetta/Promenade > Grosso CUM/Promenade > Magnan/Promenade > Lenval/Promenade > Fabron Musée d'Art Naïf > Sainte-Hélène/Promenade > Ferber/Promenade > La Vallière/Promenade > Aéroport/Promenade > La Passerelle > Centre Commercial > France d'Outre Mer > RN 98 > Surcouf > Centre de Loisirs > Office de Tourisme > Place Saint-Pierre > La Pinède > La Serre > Hippodrome > Le Tiercé > Les Drapeaux > France d'Outre Mer > Mairie Annexe > Deux Rives > Baumettes > Loubet Marina > Cavaliers > Les Maurettes. Direction Nice Cathédrale Vieille Ville : Les Maurettes > Gare SNCF Villeneuve-Loubet > Loubet Marina > Baumettes > Deux Rives > Mairie Annexe > France d'Outre Mer > Pompiers > Les Rives du Loup > Le Tiercé > La Foux > Hippodrome > Centre des Impôts > La Pinède > Place Saint-Pierre > Office du Tourisme > Centre de Loisirs > Maona Plage > Trotteur Plage > Verdun > Centre Commercial > La Passerelle > Aéroport/Promenade > Ferber/Promenade > Carras/Promenade > Sainte-Hélène/Promenade > Fabron Musée d'Art Naïf > Lenval/Promenade > Magnan/Promenade > Grosso CUM/Promenade > Gambetta/Promenade > Congrès/Promenade > Albert 1er/Phocéens > Nice - Cathédrale Vieille Ville. |                                                                   |                                                                   |                                                                   |                                                                   |                                                                   |                                                                   |                                                                   |                                                                   |
| 622   | Autre : - Anciennement ligne 217 |                                                                   |                                                                   |                                                                   |                                                                   |                                                                   |                                                                   |                                                                   |                                                                   |
| 622   | Dernière actualisation : — |                                                                   |                                                                   |                                                                   |                                                                   |                                                                   |                                                                   |                                                                   |                                                                   |
| 630   | Nice ⥋ Sophia - Gare Routiere | Nice ⥋ Sophia - Gare Routiere                                     | Nice ⥋ Sophia - Gare Routiere                                     | Nice ⥋ Sophia - Gare Routiere                                     | Nice ⥋ Sophia - Gare Routiere                                     | Nice ⥋ Sophia - Gare Routiere                                     | Nice ⥋ Sophia - Gare Routiere                                     | Nice ⥋ Sophia - Gare Routiere                                     | Nice ⥋ Sophia - Gare Routiere                                     |
| 630   | Ouverture / Fermeture — / — | Longueur —                                                        | Durée —                                                           | Nb. d’arrêts —                                                    | Matériel Setra S 431 DT                                           | Jours de fonctionnement L, Ma, Me, J, V                           | Jour / Soir / Nuit / Fêtes O / N / N / N                          | Voy. / an —                                                       | Exploitant Keolis Alpes Maritimes                                 |
| 630   | Desserte : Sur Nice, il existe 2 trajets : Nice Promenade et Nice Nord Nice Promenade : Lycée Masséna > Gustave V > Gambetta/Promenade > Magnan/Promenade > Fabron/Promenade > Carras/Promenade > La Vallière/Promenade > Aéroport/Promenade > Santoline Nice Nord : Gambetta France > Alsace Lorraine > Thiers/Gambetta > Vernier/Gambetta > P.N./Gambetta > Cyrnos > 2 avenues > Goiran > Mistral > Fontaine du Temple Autoroute Sophia Antipolis : Les Chappes > Les Templiers > INRIA > Caquot > Les Belugues > SKEMA > Sophie Laffitte > La Bouillide > Éganaude > Les Bruscs > Pompidou > Garbejaire > Les Cardoulines > Sophia Gare Routière Les Messugues |                                                                   |                                                                   |                                                                   |                                                                   |                                                                   |                                                                   |                                                                   |                                                                   |
| 630   | Autre : - Dans les sens Nice ⇒ Sophia, les montées se font uniquement à Nice et les descentes à Sophia et Valbonne. - Dans le sens Sophia ⇒ Nice, les montées se font uniquement à Sophia et Valbonne et les descentes à Nice. - ATTENTION : à certaines horaires, certains arrêts ne sont pas desservis ! - Anciennement ligne 230 |                                                                   |                                                                   |                                                                   |                                                                   |                                                                   |                                                                   |                                                                   |                                                                   |
| 630   | Dernière actualisation : — |                                                                   |                                                                   |                                                                   |                                                                   |                                                                   |                                                                   |                                                                   |                                                                   |
| 636   | Vence ⥋ Sophia Antipolis | Vence ⥋ Sophia Antipolis                                          | Vence ⥋ Sophia Antipolis                                          | Vence ⥋ Sophia Antipolis                                          | Vence ⥋ Sophia Antipolis                                          | Vence ⥋ Sophia Antipolis                                          | Vence ⥋ Sophia Antipolis                                          | Vence ⥋ Sophia Antipolis                                          | Vence ⥋ Sophia Antipolis                                          |
| 636   | Ouverture / Fermeture — / — | Longueur —                                                        | Durée —                                                           | Nb. d’arrêts —                                                    | Matériel —                                                        | Jours de fonctionnement L, Ma, Me, J, V                           | Jour / Soir / Nuit / Fêtes O / N / N / N                          | Voy. / an —                                                       | Exploitant Keolis Alpes Maritimes                                 |
| 636   | Desserte : - Arrêts desservis : |                                                                   |                                                                   |                                                                   |                                                                   |                                                                   |                                                                   |                                                                   |                                                                   |
| 636   | Autre : - Anciennement ligne 233 |                                                                   |                                                                   |                                                                   |                                                                   |                                                                   |                                                                   |                                                                   |                                                                   |
| 636   | Dernière actualisation : — |                                                                   |                                                                   |                                                                   |                                                                   |                                                                   |                                                                   |                                                                   |                                                                   |
| 637   | Saint-Laurent-du-Var - Centre commercial ⥋ Sophia - Gare Routière | Saint-Laurent-du-Var - Centre commercial ⥋ Sophia - Gare Routière | Saint-Laurent-du-Var - Centre commercial ⥋ Sophia - Gare Routière | Saint-Laurent-du-Var - Centre commercial ⥋ Sophia - Gare Routière | Saint-Laurent-du-Var - Centre commercial ⥋ Sophia - Gare Routière | Saint-Laurent-du-Var - Centre commercial ⥋ Sophia - Gare Routière | Saint-Laurent-du-Var - Centre commercial ⥋ Sophia - Gare Routière | Saint-Laurent-du-Var - Centre commercial ⥋ Sophia - Gare Routière | Saint-Laurent-du-Var - Centre commercial ⥋ Sophia - Gare Routière |
| 637   | Ouverture / Fermeture — / — | Longueur —                                                        | Durée —                                                           | Nb. d’arrêts —                                                    | Matériel Yutong ICe 12                                            | Jours de fonctionnement L, Ma, Me, J, V                           | Jour / Soir / Nuit / Fêtes O / N / N / N                          | Voy. / an —                                                       | Exploitant Keolis Alpes Maritimes                                 |
| 637   | Desserte : - Communes :Saint-Laurent-du-Var , Cagnes-sur-Mer ,Villeneuve Loubet , Sophia Antipolis - Arrêts desservis : St Laurent C. Commercial > La Belle Étoile > Le Gros Chêne > Les Vespins > Val Fleuri > Les Tritons > Les Oliviers > Les Violettes > La Bégude > Georges Pompidou > Square Bourdet > 11 Novembre > Cagnes SNCF > Saint Veran > Logis du Loup > Deux Rives > Hauts de Vaugrenier > 3 Moulins > Les Chappes > Les Templiers > Inria > Caquot > Les Bellugues > SKEMA > Sophie Laffitte > Bouillide > Eganaude Les Bruscs > Pompidou > Garbejaire > Les Cardoulines > Sophia Gare Routière |                                                                   |                                                                   |                                                                   |                                                                   |                                                                   |                                                                   |                                                                   |                                                                   |
| 637   | Autre : - Direction Sophia : Pas de montée autorisée après Logis du Loup - Direction Saint-Laurent : Pas de dépose autorisée avant Haut de Vaugrenier - Anciennement ligne 232 |                                                                   |                                                                   |                                                                   |                                                                   |                                                                   |                                                                   |                                                                   |                                                                   |
| 637   | Dernière actualisation : — |                                                                   |                                                                   |                                                                   |                                                                   |                                                                   |                                                                   |                                                                   |                                                                   |

#### Lignes 650 à 655
| Ligne | Caractéristiques | Caractéristiques                                            | Caractéristiques                                            | Caractéristiques                                            | Caractéristiques                                            | Caractéristiques                                            | Caractéristiques                                            | Caractéristiques                                            | Caractéristiques                                            |
| 650   | Nice - Parc Phoenix ⥋ Grasse - Gare Routière | Nice - Parc Phoenix ⥋ Grasse - Gare Routière                | Nice - Parc Phoenix ⥋ Grasse - Gare Routière                | Nice - Parc Phoenix ⥋ Grasse - Gare Routière                | Nice - Parc Phoenix ⥋ Grasse - Gare Routière                | Nice - Parc Phoenix ⥋ Grasse - Gare Routière                | Nice - Parc Phoenix ⥋ Grasse - Gare Routière                | Nice - Parc Phoenix ⥋ Grasse - Gare Routière                | Nice - Parc Phoenix ⥋ Grasse - Gare Routière                |
| ----- | --- | ----------------------------------------------------------- | ----------------------------------------------------------- | ----------------------------------------------------------- | ----------------------------------------------------------- | ----------------------------------------------------------- | ----------------------------------------------------------- | ----------------------------------------------------------- | ----------------------------------------------------------- |
| 650   | Ouverture / Fermeture — / — | Longueur —                                                  | Durée —                                                     | Nb. d’arrêts 58                                             | Matériel Yutong ICe 12 et Mercedes Intouro                  | Jours de fonctionnement L, Ma, Me, J, V, S, D               | Jour / Soir / Nuit / Fêtes O / N / N / O                    | Voy. / an —                                                 | Exploitant Keolis Alpes Maritimes                           |
| 650   | Desserte : - Communes : Nice , Saint-Laurent-du-Var , Cagnes-sur-Mer , Villeneuve Loubet , Roquefort-les-Pins , Le Rouret , Magagnosc et Grasse - Arrêts desservis : Direction Grasse - Gare Routière : Nice - Parc Phoenix > Aéroport/Promenade > La Passerelle > La Belle Étoile > Le Gros Chêne > Les Vespins > Val Fleuri > Les Tritons > Les Oliviers > Les Violettes > La Bégude > Georges Pompidou > Square Bourdet > 11 novembre > Square du 8 mai > Le Puits > La Roseraie > Le Tunnel > Villeneuve Loubet Village > Camping du Sourire > Vanade > Sparcos > Colle Longue > Vaugaillière > Aire de Boules > Plateau Fleuri > Colombier > Beaumon > Mairie de Roquefort > Le Plan > Pignatons > Beaume Granet > Notre Dame > Les Rigamels > Les Martels > Les Moulins > La Poste > Place du Rouret > Saint Pons Mairie > Princes > Cimetière > Opio San Peyre > Les Gibous > La Paillotte > Les Mousquettes > Châteauneuf > Magagnosc > Mairie Annexe > Les Bastides > Les Chauves > Le Riou > Malbosc > Pichounette > Les Olivettes > Palais Provençal > Grand Hôtel > Victoria > Grasse - Gare Routière. Direction Nice - Parc Phoenix : Grasse - Gare Routière > Victoria > Grand Hôtel > Palais Provençal > Les Olivettes > Pichounette > Malbosc > Le Riou > Les Chauves > Les Bastides > Mariquita > Mairie Annexe > Magagnosc > Pré du Lac > Les Mousquettes > La Paillotte > Les Gibous > Opio San Peyre > Les Trucs > Cimetière > Princes > St Pons Mairie > Place du Rouret > La Poste > Les Moulins > Les Martels > Les Rigamels > Notre Dame > Beaume Granet > Pignatons > Le Plan > Mairie de Roquefort > Beaumon > Colombier > Plateau Fleuri > Aire de Boules > Vaugaillière > Colle Longue > Sparcos > Vanade > Camping du Sourire > Villeneuve Village > Le Tunnel > La Roseraie > Le Puits > Square du 8 mai > L'Église > Square Bourdet > Georges Pompidou > La Bégude > Les Violettes > Les Oliviers > Les Tritons > Val Fleuri > Les Vespins > RN7 Vauban > RN7 Les Mouettes > La Belle Étoile > Gare RN7 > La Passerelle > Aéroport/Promenade > Nice - Parc Phoenix |                                                             |                                                             |                                                             |                                                             |                                                             |                                                             |                                                             |                                                             |
| 650   | Autre : - Direction Grasse - Gare Routière : Aucune dépose autorisée avant St Laurent La Passerelle - Direction Nice - Parc Phoenix : Aucune montée autorisée après St Laurent La Passerelle - Anciennement ligne 500 |                                                             |                                                             |                                                             |                                                             |                                                             |                                                             |                                                             |                                                             |
| 650   | Dernière actualisation : — |                                                             |                                                             |                                                             |                                                             |                                                             |                                                             |                                                             |                                                             |
| 651   | Grasse - Moulin de Brun ⥋ Vence - Halte Routière de l ' Ara | Grasse - Moulin de Brun ⥋ Vence - Halte Routière de l ' Ara | Grasse - Moulin de Brun ⥋ Vence - Halte Routière de l ' Ara | Grasse - Moulin de Brun ⥋ Vence - Halte Routière de l ' Ara | Grasse - Moulin de Brun ⥋ Vence - Halte Routière de l ' Ara | Grasse - Moulin de Brun ⥋ Vence - Halte Routière de l ' Ara | Grasse - Moulin de Brun ⥋ Vence - Halte Routière de l ' Ara | Grasse - Moulin de Brun ⥋ Vence - Halte Routière de l ' Ara | Grasse - Moulin de Brun ⥋ Vence - Halte Routière de l ' Ara |
| 651   | Ouverture / Fermeture juillet 2016 / — | Longueur —                                                  | Durée —                                                     | Nb. d’arrêts 74                                             | Matériel Yutong ICe 12                                      | Jours de fonctionnement L, Ma, Me, J, V, S                  | Jour / Soir / Nuit / Fêtes O / O / N / N                    | Voy. / an —                                                 | Exploitant Keolis Alpes Maritimes                           |
| 651   | Desserte : - Communes : Grasse , Le Bar-sur-Loup , Tourrettes-sur-Loup et Vence - Arrêts desservis : Direction Vence - Halte Routière de l' Ara : Moulin de Brun > La Marigarde > Les Poissonniers > Le Canal > Z.I du Carré > Les Floralies > Capucins Bas > Richelieu > Tombarel > Roure > Sainte-Marthe > Crouet > Bellaud > Fragonard > Grasse Centre > Victoria > Grand Hôtel > Palais Provençal > Les Olivettes > Pitchounette > Malbosc > Le Riou > Les Chauves > Les Bastides > Mariquita > Mairie Annexe > Magagnosc > Le Plantier > Châteauneuf/ Mairie > Chateauneuf/ Pré du Lac > L'Escure > Sorbière > Saint-Andrieux > Usine Mane > Le Riou > Amiral de Grasse > Fontaine > Le Planet > Les Vergers > David > Paradis > Le Bosquet > Maison Sicard > Pont du Loup > Square Escalier > Le Transformateur > Mounier > Les Valettes > Les Courmettes > Saint-Antoine > La Menuiserie > Saint-Arnoux > Camassade > Le Garage > Queinières > Chemin de la Gare > Tourrettes-sur-Loup > La Madeleine > Le Clapier > Combe du Rai > Notre-Dame des Fleurs > Collège de la Sine > Les Cambreniers > Le Malvan > Les 4 Vents > Mistral > Saint-Donat > Humbert Ricolfi > Maréchal Foch > Halte Routière de l'Ara. Direction Grasse - Moulin de Brun : Halte Routière de l'Ara > Maréchal Foch > Pont Royal > Humbert Ricolfi > Saint-Donat > Mistral > Les 4 Vents > Le Malvan > Les Cambreniers > Collège de la Sine > Notre-Dame des Fleurs > Combe du Rai > Le Clapier > La Madeleine > Tourrettes-sur-Loup > Chemin de la Gare > Queinières > Le Garage > Camassade > Saint-Arnoux > La Menuiserie > Saint-Antoine > Les Courmettes > Les Valettes > Mounier > Le Transformateur > Square Escalier > Pont du Loup > Maison Sicard > Le Bosquet > Paradis > David > Les Vergers > Le Planet > La Jarrerie > La Fontaine > Amiral de Grasse > Le Riou > Usine Mane > Saint-Andrieux > Sorbière > L'Escure > Châteauneuf/ Pré du Lac > Le Plantie > Châteauneuf/ Mairie > Magagnosc > Mairie Annexe > Les Bastides > Les Chauves > Le Riou > Malbosc > Pitchounette > Les Olivettes > Palais Provençal > Grand Hôtel > Avenue Thiers > 11 Novembre > Gambetta > La Roque > Ossala > Bellaud > Carnot > Rastigny > Le Sud > Palais de Justice > Tombarel > Richelieu > Capucins Bas > Les Floralies > Z.I du Carré > Le canal > Les Poissonniers > La Marigarde > Moulin de Brun. |                                                             |                                                             |                                                             |                                                             |                                                             |                                                             |                                                             |                                                             |
| 651   | Autre : - Anciennement ligne 511 |                                                             |                                                             |                                                             |                                                             |                                                             |                                                             |                                                             |                                                             |
| 651   | Dernière actualisation : — |                                                             |                                                             |                                                             |                                                             |                                                             |                                                             |                                                             |                                                             |
| 652   | Grasse - Gare SNCF ⥋ Gréolières 1400 | Grasse - Gare SNCF ⥋ Gréolières 1400                        | Grasse - Gare SNCF ⥋ Gréolières 1400                        | Grasse - Gare SNCF ⥋ Gréolières 1400                        | Grasse - Gare SNCF ⥋ Gréolières 1400                        | Grasse - Gare SNCF ⥋ Gréolières 1400                        | Grasse - Gare SNCF ⥋ Gréolières 1400                        | Grasse - Gare SNCF ⥋ Gréolières 1400                        | Grasse - Gare SNCF ⥋ Gréolières 1400                        |
| 652   | Ouverture / Fermeture — / — | Longueur —                                                  | Durée —                                                     | Nb. d’arrêts 26 - 28                                        | Matériel —                                                  | Jours de fonctionnement L, Ma, Me, J, V, S                  | Jour / Soir / Nuit / Fêtes O / N / N / N                    | Voy. / an —                                                 | Exploitant Keolis Alpes Maritimes                           |
| 652   | Desserte : - Communes : Grasse , Châteauneuf , Gourdon et Gréolières 1400 - Arrêts desservis : Direction Gréolières 1400 : Gare SNCF Grasse > SNCF Richelieu > Tombarel Fenelon > Roure Fénelon > Palais de Justice > Le Sud > Bellaud > Fragonard > Centre Grasse > Gare Routière Grasse > Victoria > Grand Hôtel > Le Palais Provencal > Les Olivettes > La Pichounette > Malbosc > Le Riou > Les Chauves > Les Bastides > Mairie Annexe > Magagnosc > Pré du Lac > Parking Bergerie > Écoles Cipières > Village Place de la Faïsse > Gréolières 1400 Direction Gare SNCF Grasse : Gréolières 1400 > Village Place de la Faïsse > Écoles Cipières > Parking Bergerie > Pré du Lac > Magagnosc > Mairie Annexe > Les Bastides > Les Chauves > Le Riou > Malbosc > La Pichounette > Les Olivettes > Le Palais Provencal > Grand Hôtel > Victoria > Gare Routière Grasse > 11 Novembre > Gambetta > La Roque > Ossola > Bellaud > Carnot > Rastigny > Le Sud > Palais de Justice > Tombarel Fénelon > SNCF Richelieu > Gare SNCF Grasse |                                                             |                                                             |                                                             |                                                             |                                                             |                                                             |                                                             |                                                             |
| 652   | Autre : - Circule durant les périodes de vacances scolaire de noël , de février et de pâque + le samedi en période de ski. - Anciennement ligne 512 |                                                             |                                                             |                                                             |                                                             |                                                             |                                                             |                                                             |                                                             |
| 652   | Dernière actualisation : — |                                                             |                                                             |                                                             |                                                             |                                                             |                                                             |                                                             |                                                             |
| 653   | Grasse - Gare Routière ⥋ Sophia - Gare Routière | Grasse - Gare Routière ⥋ Sophia - Gare Routière             | Grasse - Gare Routière ⥋ Sophia - Gare Routière             | Grasse - Gare Routière ⥋ Sophia - Gare Routière             | Grasse - Gare Routière ⥋ Sophia - Gare Routière             | Grasse - Gare Routière ⥋ Sophia - Gare Routière             | Grasse - Gare Routière ⥋ Sophia - Gare Routière             | Grasse - Gare Routière ⥋ Sophia - Gare Routière             | Grasse - Gare Routière ⥋ Sophia - Gare Routière             |
| 653   | Ouverture / Fermeture — / — | Longueur —                                                  | Durée —                                                     | Nb. d’arrêts —                                              | Matériel Heuliez GX 137 L elec                              | Jours de fonctionnement L, Ma, Me, J, V                     | Jour / Soir / Nuit / Fêtes O / N / N / N                    | Voy. / an —                                                 | Exploitant Keolis Alpes Maritimes                           |
| 653   | Desserte : - Communes : Grasse , Mouans-Sartoux , Plascasier , Opio , Valbonne et Sophia |                                                             |                                                             |                                                             |                                                             |                                                             |                                                             |                                                             |                                                             |
| 653   | Autre : - Anciennement ligne 530 |                                                             |                                                             |                                                             |                                                             |                                                             |                                                             |                                                             |                                                             |
| 653   | Dernière actualisation : — |                                                             |                                                             |                                                             |                                                             |                                                             |                                                             |                                                             |                                                             |
| 655   | Nice - Parc Phoenix ⥋ Vence - Halte Routière de l'Ara | Nice - Parc Phoenix ⥋ Vence - Halte Routière de l'Ara       | Nice - Parc Phoenix ⥋ Vence - Halte Routière de l'Ara       | Nice - Parc Phoenix ⥋ Vence - Halte Routière de l'Ara       | Nice - Parc Phoenix ⥋ Vence - Halte Routière de l'Ara       | Nice - Parc Phoenix ⥋ Vence - Halte Routière de l'Ara       | Nice - Parc Phoenix ⥋ Vence - Halte Routière de l'Ara       | Nice - Parc Phoenix ⥋ Vence - Halte Routière de l'Ara       | Nice - Parc Phoenix ⥋ Vence - Halte Routière de l'Ara       |
| 655   | Ouverture / Fermeture — / — | Longueur —                                                  | Durée 50/80 min                                             | Nb. d’arrêts 53                                             | Matériel Heuliez GX 337 elec                                | Jours de fonctionnement L, Ma, Me, J, V, S, D               | Jour / Soir / Nuit / Fêtes O / N / N / O                    | Voy. / an —                                                 | Exploitant Keolis Alpes Maritimes                           |
| 655   | Desserte : - Communes : Nice , Saint-Laurent-du-Var , Cagnes-sur-Mer , La Colle-sur-Loup et Vence - Arrêts desservis : Direction : Vence - Halte Routière de l'Ara : Nice - Parc Phoenix > Aéroport/Promenade > La Passerelle > La Belle Étoile > Le Gros Chêne > Les Vespins > Val Fleuri > Les Tritons > Les Oliviers > Les Violettes > La Bégude > Georges Pompidou > Square Bourdet > 11 novembre > Square du 8 mai > Le Puits > La Roseraie > Le Tunnel > La Grange Rimade > Hameaux du Soleil > Les Espères > Les Caillades > Pas de Senes > Les Campons > Montfort > Rond-Point des Arnoux > La Colle-sur-Loup Village > Cimetière > La Souquée > Les Côtes > Les Fumerates > Fondation Maeght > Saint-Paul Village > Route de Saint-Paul > Vence Rocade > Halte Routière de l'Ara. Direction Nice - Parc Phoenix : Halte Routière de l'Ara > Vence Rocade > Saint-Paul Village > Fondation Maeght > Les Fumerates > Les Côtes > La Souquée > Cimetière > La Colle-sur-Loup Village > Rond-Point des Arnoux > Montfort > Les Campons > Pas de Senes > Les Caillades > Les Espères > Hameaux du Soleil > La Grange Rimade > Le Tunnel > La Roseraie > Le Puits > Square du 8 mai > L'Église > Square Bourdet > Georges Pompidou > La Bégude > Les Violettes > Les Oliviers > Les Tritons > Val Fleuri > Les Vespins > RN7 Vauban > RN7 Les Mouettes > La Belle Étoile > Gare RN7 > La Passerelle > Aéroport/Promenade > Nice - Parc Phoenix. |                                                             |                                                             |                                                             |                                                             |                                                             |                                                             |                                                             |                                                             |
| 655   | Autre : - Anciennement ligne 400 |                                                             |                                                             |                                                             |                                                             |                                                             |                                                             |                                                             |                                                             |
| 655   | Dernière actualisation : — |                                                             |                                                             |                                                             |                                                             |                                                             |                                                             |                                                             |                                                             |

#### Lignes 660 à 665
| Ligne | Caractéristiques | Caractéristiques                                             | Caractéristiques                                             | Caractéristiques                                             | Caractéristiques                                             | Caractéristiques                                             | Caractéristiques                                             | Caractéristiques                                             | Caractéristiques                                             |
| 660   | Cannes - Gare SNCF ⥋ Grasse - Gare SNCF par Mouans-Sartoux | Cannes - Gare SNCF ⥋ Grasse - Gare SNCF par Mouans-Sartoux   | Cannes - Gare SNCF ⥋ Grasse - Gare SNCF par Mouans-Sartoux   | Cannes - Gare SNCF ⥋ Grasse - Gare SNCF par Mouans-Sartoux   | Cannes - Gare SNCF ⥋ Grasse - Gare SNCF par Mouans-Sartoux   | Cannes - Gare SNCF ⥋ Grasse - Gare SNCF par Mouans-Sartoux   | Cannes - Gare SNCF ⥋ Grasse - Gare SNCF par Mouans-Sartoux   | Cannes - Gare SNCF ⥋ Grasse - Gare SNCF par Mouans-Sartoux   | Cannes - Gare SNCF ⥋ Grasse - Gare SNCF par Mouans-Sartoux   |
| ----- | --- | ------------------------------------------------------------ | ------------------------------------------------------------ | ------------------------------------------------------------ | ------------------------------------------------------------ | ------------------------------------------------------------ | ------------------------------------------------------------ | ------------------------------------------------------------ | ------------------------------------------------------------ |
| 660   | Ouverture / Fermeture — / — | Longueur —                                                   | Durée 50 min                                                 | Nb. d’arrêts 41                                              | Matériel Heuliez GX 337 Elec                                 | Jours de fonctionnement L, Ma, Me, J, V, S, D                | Jour / Soir / Nuit / Fêtes O / O / O / O                     | Voy. / an —                                                  | Exploitant Keolis Alpes Maritimes                            |
| 660   | Desserte : - Communes : Cannes , Le Cannet , Mougins , Mouans-Sartoux , Grasse - Arrêts desservis : Direction Grasse Gare SNCF : Cannes - Gare SNCF > Place Vauban > Charles Schaumann > Milton > Lycée Carnot > Paul Doumer > Howarth > Mairie de Rocheville > L’Olivet > Cité Jardin > Blanchisserie > Les Cabrières > Vaumare > La Crémaillère > Val de Mougins > Tournamy > Le Vicaire > Les Gourettes > Mouans-Sartoux Centre > Les Plantiers > Les Plaines > Les Bastides du Golf > Chaudron > Rond-Point de la Paoute > Bois Fleuri > Les Oliviers > Les Fleurs de Grasse > Les 4 Chemins > Les Abattoirs > Saint-Claude > Le Collet > Provence > Sud > Palais de Justice > Tombarel > Grasse - Gare SNCF Direction Cannes Gare SNCF : Grasse - Gare SNCF > Tombarel > Roure > Palais de Justice > Sud > Rastigny > Mathias Duval > Casernes > Le Collet > Saint-Claude > Les Abattoirs > Les 4 Chemins > Le Néroli > Les Fleurs de Grasse > Les Oliviers > Bois Fleuri > Stade de la Paoute > Rond-Point de la Paoute > Les Bastides du Golf > Les Plaines > Les Plantiers > Mouans-Sartoux Centre > Les Gourettes > Le Vicaire > Tournamy > Val de Mougins > Vaumare > Les Cabrières > Blanchisserie > Cité Jardin > L’Olivet > Mairie de Rocheville > Madrid > Paul Doumer > Lycée Carnot > Milton > Charles Schaumann > Place Vauban > Cannes Gare SNCF |                                                              |                                                              |                                                              |                                                              |                                                              |                                                              |                                                              |                                                              |
| 660   | Autre : - Pour les passages en soirée / nuit , se renseigner sur la N600 sur https://zou.maregionsud.fr/se-deplacer-en-bus/se-deplacer-en-bus-dans-les-alpes-maritimes/ - Avant Juillet 2022 , la 600 avait pour terminus la Gare Routière de Grasse , or le trajet a été modifié à partir de l'arrêt "Casernes" pour desservir la Gare SNCF . - Anciennement ligne 600 |                                                              |                                                              |                                                              |                                                              |                                                              |                                                              |                                                              |                                                              |
| 660   | Dernière actualisation : — |                                                              |                                                              |                                                              |                                                              |                                                              |                                                              |                                                              |                                                              |
| 661   | Noctambus | Noctambus                                                    | Noctambus                                                    | Noctambus                                                    | Noctambus                                                    | Noctambus                                                    | Noctambus                                                    | Noctambus                                                    | Noctambus                                                    |
| 661   | Cannes - Gare SNCF ⥋ Grasse - Gare Routière |                                                              |                                                              |                                                              |                                                              |                                                              |                                                              |                                                              |                                                              |
| 661   | Ouverture / Fermeture — / — | Longueur —                                                   | Durée 45 min                                                 | Nb. d’arrêts 37 à 39                                         | Matériel Heuliez GX 337 elec                                 | Jours de fonctionnement J, V, S                              | Jour / Soir / Nuit / Fêtes N / O / O / O                     | Voy. / an —                                                  | Exploitant Keolis Alpes Maritimes                            |
| 661   | Desserte : - Communes : Cannes, Le Cannet, Mougins , Mouans-Sartoux et Grasse |                                                              |                                                              |                                                              |                                                              |                                                              |                                                              |                                                              |                                                              |
| 661   | Autre : - Anciennement ligne N600 |                                                              |                                                              |                                                              |                                                              |                                                              |                                                              |                                                              |                                                              |
| 661   | Dernière actualisation : — |                                                              |                                                              |                                                              |                                                              |                                                              |                                                              |                                                              |                                                              |
| 662   | Cannes - Gare SNCF ⥋ Grasse - Gare SNCF par Pégomas | Cannes - Gare SNCF ⥋ Grasse - Gare SNCF par Pégomas          | Cannes - Gare SNCF ⥋ Grasse - Gare SNCF par Pégomas          | Cannes - Gare SNCF ⥋ Grasse - Gare SNCF par Pégomas          | Cannes - Gare SNCF ⥋ Grasse - Gare SNCF par Pégomas          | Cannes - Gare SNCF ⥋ Grasse - Gare SNCF par Pégomas          | Cannes - Gare SNCF ⥋ Grasse - Gare SNCF par Pégomas          | Cannes - Gare SNCF ⥋ Grasse - Gare SNCF par Pégomas          | Cannes - Gare SNCF ⥋ Grasse - Gare SNCF par Pégomas          |
| 662   | Ouverture / Fermeture — / — | Longueur —                                                   | Durée —                                                      | Nb. d’arrêts 70                                              | Matériel Heuliez GX 337 elec                                 | Jours de fonctionnement L, Ma, Me, J, V, S, D                | Jour / Soir / Nuit / Fêtes O / N / N / O                     | Voy. / an —                                                  | Exploitant Keolis Alpes-Maritimes                            |
| 662   | Desserte : - Communes : Cannes , La Roquette-sur-Siagne , Pégomas , Auribeau-sur-Siagne , Grasse - Arrêts desservis : Direction Grasse Gare SNCF : Cannes - Gare SNCF > Vallombrosa > Médiathèque > Beausite > Palais des Pins > Bd. Leader > Méridien > Sainte Marguerite > Mairie Annexe > Place du marché > Saint Jean > Moulin de la Gaïeté > René Dunan > Parking Coubertin > Bocca Formapôle > Les Pompiers > Bocca Nord > Val Frayère > Le Grand Saule > Jean Moulin > Ranchito , Les Myosotis > Abadie II > Cimetière de l’Abadie > Les Pins Bleus > Pont d’Avril > Dandon > Hameau de St Jean > Saint Jean > Base de Loisirs > Le Cros > Le Rouret > Les Ribiers , > La Charmeraie , > Place Parchois > Les Arnauds , La Tuilière > Pierranchon > Les Bertrand , Moulin Vieux , Les Condamines , La Scierie , Nd de Valcluse > Cimetière des Roumiguières > Ch. Basses Moulières > Les Oliviers > Bois de Boulogne > Stade Perdigon > Route de Pégomas , > Rond-Point de l’Alambic > Saint Antoine > Jacinthes > Les Abattoirs > Saint Claude > Le Collet > Avenue provence > Sud > Palais de Justice > Tombarel > Grasse - Gare SNCF . Direction Cannes Gare SNCF : Grasse - Gare SNCF > Tombarel > Roure > Palais de Justice > Sud > Rastigny > Mathias Duval > Casernes > Le Collet > Saint-Claude > Les Abattoirs > Les 4 Chemins > Jacinthes > Saint Antoine > Route de Pégomas > Stade Perdigon > Bois de Boulogne > Les Oliviers > ch. Basses Moulières > Cimetière des Roumiguières > Nd de Valcluse > La Scierie > Les Condamines > Moulins Vieux > Les Bertrand > Pierranchon > La Tuilière > Les Arnaud > Pégomas Centre > Le Logis > Le Rouret > Le Cros > Base Loisirs > Saint-Jean > Hameau de Saint-Jean - Dandon > Pont d’Avril > Les Pins Bleus > Cimetière de l’Abadie > Les Myosotis > Ranchito > Colline des Puits > Val Frayère > Frayère > Bocca Nord > Les Pompiers > Bocca Formapôle > Parking Coubertin > René Duran > Moulin de la Gaïeté > Saint-Jean > Place du marché > Mairie Annexe > Saint-Marguerite > Méridien > Bd Leader > Palais des Pins > Beausite > Médiathèque > Vallombrosa > La Ferrage > Pont Carnot > Cannes Gare SNCF |                                                              |                                                              |                                                              |                                                              |                                                              |                                                              |                                                              |                                                              |
| 662   | Autre : - Avant Juillet 2022 , la 610 avait pour terminus la Gare Routière de Grasse , or le trajet a été modifié à partir de l'arrêt "Casernes" pour desservir la Gare SNCF . - Vers 2019 , la 610 a vu son trajet modifié à Cannes ; au lieu de desservir les arrêts Rocquebelière (vers Cannes) et Frères Manina (vers Grasse), la ligne fait un petit détour jusqu'au niveau du Parking Coubertin. Précédemment en 2017, le trajet avait été aussi modifié (desserte de l'hôtel de ville et passage par le quai St Pierre) , la 610 empruntant la Voie Express aujourd'hui. - Anciennement ligne 610 |                                                              |                                                              |                                                              |                                                              |                                                              |                                                              |                                                              |                                                              |
| 662   | Dernière actualisation : — |                                                              |                                                              |                                                              |                                                              |                                                              |                                                              |                                                              |                                                              |
| 663   | Cannes - Square Vahanian SNCF ⥋ Valbonne - Village | Cannes - Square Vahanian SNCF ⥋ Valbonne - Village           | Cannes - Square Vahanian SNCF ⥋ Valbonne - Village           | Cannes - Square Vahanian SNCF ⥋ Valbonne - Village           | Cannes - Square Vahanian SNCF ⥋ Valbonne - Village           | Cannes - Square Vahanian SNCF ⥋ Valbonne - Village           | Cannes - Square Vahanian SNCF ⥋ Valbonne - Village           | Cannes - Square Vahanian SNCF ⥋ Valbonne - Village           | Cannes - Square Vahanian SNCF ⥋ Valbonne - Village           |
| 663   | Ouverture / Fermeture — / — | Longueur —                                                   | Durée —                                                      | Nb. d’arrêts —                                               | Matériel —                                                   | Jours de fonctionnement L, Ma, Me, J, V, S, D                | Jour / Soir / Nuit / Fêtes O / N / N / O                     | Voy. / an —                                                  | Exploitant Keolis Alpes Maritimes                            |
| 663   | Desserte : - Communes : Cannes , Le Cannet , Mougins , Sophia et Valbonne |                                                              |                                                              |                                                              |                                                              |                                                              |                                                              |                                                              |                                                              |
| 663   | Autre : - Anciennement ligne 630 |                                                              |                                                              |                                                              |                                                              |                                                              |                                                              |                                                              |                                                              |
| 663   | Dernière actualisation : — |                                                              |                                                              |                                                              |                                                              |                                                              |                                                              |                                                              |                                                              |
| 664   | Cannes - Square Vahanian SNCF ⥋ Sophia - Gare Routière | Cannes - Square Vahanian SNCF ⥋ Sophia - Gare Routière       | Cannes - Square Vahanian SNCF ⥋ Sophia - Gare Routière       | Cannes - Square Vahanian SNCF ⥋ Sophia - Gare Routière       | Cannes - Square Vahanian SNCF ⥋ Sophia - Gare Routière       | Cannes - Square Vahanian SNCF ⥋ Sophia - Gare Routière       | Cannes - Square Vahanian SNCF ⥋ Sophia - Gare Routière       | Cannes - Square Vahanian SNCF ⥋ Sophia - Gare Routière       | Cannes - Square Vahanian SNCF ⥋ Sophia - Gare Routière       |
| 664   | Ouverture / Fermeture — / — | Longueur —                                                   | Durée —                                                      | Nb. d’arrêts —                                               | Matériel —                                                   | Jours de fonctionnement L, Ma, Me, J, V, S, D                | Jour / Soir / Nuit / Fêtes O / N / N / O                     | Voy. / an —                                                  | Exploitant Keolis Alpes Maritimes                            |
| 664   | Desserte : - Communes : Cannes , Le Cannet , Mougins , Sophia et Valbonne |                                                              |                                                              |                                                              |                                                              |                                                              |                                                              |                                                              |                                                              |
| 664   | Autre : - Anciennement ligne 630 |                                                              |                                                              |                                                              |                                                              |                                                              |                                                              |                                                              |                                                              |
| 664   | Dernière actualisation : — |                                                              |                                                              |                                                              |                                                              |                                                              |                                                              |                                                              |                                                              |
| 665   | Sophia - I.U.T ⥋ La Roquette-sur-Siagne - Ecole Saint - Jean | Sophia - I.U.T ⥋ La Roquette-sur-Siagne - Ecole Saint - Jean | Sophia - I.U.T ⥋ La Roquette-sur-Siagne - Ecole Saint - Jean | Sophia - I.U.T ⥋ La Roquette-sur-Siagne - Ecole Saint - Jean | Sophia - I.U.T ⥋ La Roquette-sur-Siagne - Ecole Saint - Jean | Sophia - I.U.T ⥋ La Roquette-sur-Siagne - Ecole Saint - Jean | Sophia - I.U.T ⥋ La Roquette-sur-Siagne - Ecole Saint - Jean | Sophia - I.U.T ⥋ La Roquette-sur-Siagne - Ecole Saint - Jean | Sophia - I.U.T ⥋ La Roquette-sur-Siagne - Ecole Saint - Jean |
| 665   | Ouverture / Fermeture — / — | Longueur —                                                   | Durée —                                                      | Nb. d’arrêts 27                                              | Matériel Setra S 415 NF                                      | Jours de fonctionnement L, Ma, Me, J, V                      | Jour / Soir / Nuit / Fêtes O / N / N / N                     | Voy. / an —                                                  | Exploitant Keolis Alpes Maritimes                            |
| 665   | Desserte : - Communes : Sophia , Mougins , Mouans-Sartoux et La Roquette-sur-Siagne |                                                              |                                                              |                                                              |                                                              |                                                              |                                                              |                                                              |                                                              |
| 665   | Autre : - Anciennement ligne 650 |                                                              |                                                              |                                                              |                                                              |                                                              |                                                              |                                                              |                                                              |
| 665   | Dernière actualisation : — |                                                              |                                                              |                                                              |                                                              |                                                              |                                                              |                                                              |                                                              |

#### Lignes 670 à 675
| Ligne | Caractéristiques | Caractéristiques                       | Caractéristiques                       | Caractéristiques                       | Caractéristiques                                 | Caractéristiques                              | Caractéristiques                         | Caractéristiques                       | Caractéristiques                       |
| 670   | Nice - thiers ⥋ Valberg - Station | Nice - thiers ⥋ Valberg - Station      | Nice - thiers ⥋ Valberg - Station      | Nice - thiers ⥋ Valberg - Station      | Nice - thiers ⥋ Valberg - Station                | Nice - thiers ⥋ Valberg - Station             | Nice - thiers ⥋ Valberg - Station        | Nice - thiers ⥋ Valberg - Station      | Nice - thiers ⥋ Valberg - Station      |
| ----- | --- | -------------------------------------- | -------------------------------------- | -------------------------------------- | ------------------------------------------------ | --------------------------------------------- | ---------------------------------------- | -------------------------------------- | -------------------------------------- |
| 670   | Ouverture / Fermeture — / — | Longueur —                             | Durée —                                | Nb. d’arrêts 25                        | Matériel Iveco Crossway                          | Jours de fonctionnement L, Ma, Me, J, V, S, D | Jour / Soir / Nuit / Fêtes O / N / N / O | Voy. / an —                            | Exploitant Transdev Alpes Maritimes    |
| 670   | Desserte : Nice |                                        |                                        |                                        |                                                  |                                               |                                          |                                        |                                        |
| 670   | Autre : - Anciennement ligne 770 |                                        |                                        |                                        |                                                  |                                               |                                          |                                        |                                        |
| 670   | Dernière actualisation : — |                                        |                                        |                                        |                                                  |                                               |                                          |                                        |                                        |
| 671   | Colomars La Manda ⥋ Bouyon ou Bézaudun | Colomars La Manda ⥋ Bouyon ou Bézaudun | Colomars La Manda ⥋ Bouyon ou Bézaudun | Colomars La Manda ⥋ Bouyon ou Bézaudun | Colomars La Manda ⥋ Bouyon ou Bézaudun           | Colomars La Manda ⥋ Bouyon ou Bézaudun        | Colomars La Manda ⥋ Bouyon ou Bézaudun   | Colomars La Manda ⥋ Bouyon ou Bézaudun | Colomars La Manda ⥋ Bouyon ou Bézaudun |
| 671   | Ouverture / Fermeture 31 août 2015 / — | Longueur —                             | Durée —                                | Nb. d’arrêts 21                        | Matériel —                                       | Jours de fonctionnement L, Ma, Me, J, V, S    | Jour / Soir / Nuit / Fêtes O / N / N / N | Voy. / an —                            | Dépôt (TACAVL) Z.I. Carros             |
| 671   | Desserte : Aller : Z.A. La Manda > Colomars La Manda > Rond Point de la Manda > Stade Tennis > Langevin > Saint-Paul > Médiathèque > L'Aspre > La Beilouno > Carros Pagnol > Chemin de la Desse > Le Cougnet > La Ginestière > Saint-Joseph > Carros Village > Saint-Sébastien > Le Broc Village > La Fontonne > Bouyon > Bézaudun Retour : Bézaudun > Bouyon > La Fontonne > Le Broc Village > Saint-Sébastien > Carros Village > Saint-Joseph > La Ginestière > Le Cougnet > Chemin de la Desse > Carros Pagnol > La Beilouno > L'Aspre > Médiathèque > Saint-Paul > Les Amandiers > Langevin > Stade Tennis > Rond Point de la Manda > Colomars La Manda > Z.A. La Manda. |                                        |                                        |                                        |                                                  |                                               |                                          |                                        |                                        |
| 671   | Autre : - Anciennement ligne 701 |                                        |                                        |                                        |                                                  |                                               |                                          |                                        |                                        |
| 671   | Dernière actualisation : — |                                        |                                        |                                        |                                                  |                                               |                                          |                                        |                                        |
| 672   | Nice - Wilson ⥋ Sigale | Nice - Wilson ⥋ Sigale                 | Nice - Wilson ⥋ Sigale                 | Nice - Wilson ⥋ Sigale                 | Nice - Wilson ⥋ Sigale                           | Nice - Wilson ⥋ Sigale                        | Nice - Wilson ⥋ Sigale                   | Nice - Wilson ⥋ Sigale                 | Nice - Wilson ⥋ Sigale                 |
| 672   | Ouverture / Fermeture — / — | Longueur —                             | Durée 110/120 min                      | Nb. d’arrêts 56                        | Matériel Irisbus Récréo II 10.8                  | Jours de fonctionnement L, Ma, Me, J, V, S, D | Jour / Soir / Nuit / Fêtes O / N / N / N | Voy. / an —                            | Exploitant SVTE Nice Pasteur - Sigale  |
| 672   | Desserte : Aller : Wilson > J. Médecin/Hôtel des Postes > Grimaldi > Rivoli > Gambetta/Promenade > Grosso CUM/Promenade > Magnan/Promenade > Lenval/Promenade > Fabron Musée d'Art Naïf > Sainte-Hélène/Promenade > Ferber/Promenade > La Vallière/Promenade > Aéroport/Promenade > Bois de Boulogne > Santoline > Palais Nikaïa > Robini > Les Arboras > Les Baraques > Saint-Isidore > Lingostière Gare CP > Centre Commercial Lingostière > Martin > Colomars La Manda > Castagniers Les Moulins > Saint-Martin-du-Var Village > Pont Charles Albert > Cascade > Plan-du-Var > Cascade > Pont Charles Albert 202bis > Les Pompiers > La Madeleine > Les Coteaux > Le Musée > Sénegoge > L'Oliveraie > Lou Chier > La Carrière > Place du Docteur Morani > Gilette > Collebelle > Vescous > Pierrefeu Mairie > Le Coulet > Le Ranc > Les Fines Roches > L'Adrech > Fournas > Sigale. Retour : Sigale > La Chapelle > Fournas > L'Adrech > Roquestéron Puget > Roquestéron-Grasse > Les Fines Roches > Le Ranc > Le Coulet > Pierrefeu Mairie > Vescous > La Ciavarlina > Collebelle > La Poste > Place du Docteur Morani > La Carrière > Lou Chier > L'Oliveraie > Le Musée > Les Coteaux > La Madeleine > Les Pompiers > Pont Charles Albert 202bis > Pont Charles Albert > Saint-Martin-du-Var Village > Castagniers Les Moulins > Colomars La Manda > Martin > Centre Commercial Lingostière > Les Baraques > Les Arboras > Robini > Palais Nikaïa > Santoline > Bois de Boulogne > Aéroport/Promenade > Ferber/Promenade > Carras/Promenade > Sainte-Hélène/Promenade > Fabron Musée d'Art Naïf > Lenval/Promenade > Magnan/Promenade > Grosso CUM/Promenade > Gambetta/Promenade > Congrès/Promenade > Albert 1er/Phocéens > Cathédrale Vieille Ville. |                                        |                                        |                                        |                                                  |                                               |                                          |                                        |                                        |
| 672   | Autre : - Pas de dépose autorisée de Nice Wilson au Pont Charles Albert. - Pas de montée autorisée du Pont Charles Albert à Cathédrale Vieille Ville. - Correspondance avec la 721 à Gilette - Sénegoge pour Ascros, à Gilette - L'Oliveraie en provenance d' Ascros. - Anciennement ligne 720 |                                        |                                        |                                        |                                                  |                                               |                                          |                                        |                                        |
| 672   | Dernière actualisation : — |                                        |                                        |                                        |                                                  |                                               |                                          |                                        |                                        |
| 673   | Ascros ⥋ Gilette | Ascros ⥋ Gilette                       | Ascros ⥋ Gilette                       | Ascros ⥋ Gilette                       | Ascros ⥋ Gilette                                 | Ascros ⥋ Gilette                              | Ascros ⥋ Gilette                         | Ascros ⥋ Gilette                       | Ascros ⥋ Gilette                       |
| 673   | Ouverture / Fermeture — / — | Longueur —                             | Durée 60/65 min                        | Nb. d’arrêts 8                         | Matériel —                                       | Jours de fonctionnement L, Ma, Me, J, V       | Jour / Soir / Nuit / Fêtes O / N / N / N | Voy. / an —                            | Dépôt —                                |
| 673   | Desserte : Aller : Ascros > Toudon > Tourrette du Château > Revest-les-Roches > Collet des Sausses > Bonson > L'Oliveraie. Retour: Sénegoge > Bonson > Collet des Sausses > Revest-les-Roches > Tourrette du Château > Toudon > Ascros. |                                        |                                        |                                        |                                                  |                                               |                                          |                                        |                                        |
| 673   | Autre : - Correspondance avec la 720 à Gilette - L'Oliveraie en direction de Nice, et à Gilette - Sénegoge en direction d' Ascros. - Anciennement ligne 721 |                                        |                                        |                                        |                                                  |                                               |                                          |                                        |                                        |
| 673   | Dernière actualisation : — |                                        |                                        |                                        |                                                  |                                               |                                          |                                        |                                        |
| 675   | Nice ⥋ Puget-Théniers ou Entraunes | Nice ⥋ Puget-Théniers ou Entraunes     | Nice ⥋ Puget-Théniers ou Entraunes     | Nice ⥋ Puget-Théniers ou Entraunes     | Nice ⥋ Puget-Théniers ou Entraunes               | Nice ⥋ Puget-Théniers ou Entraunes            | Nice ⥋ Puget-Théniers ou Entraunes       | Nice ⥋ Puget-Théniers ou Entraunes     | Nice ⥋ Puget-Théniers ou Entraunes     |
| 675   | Ouverture / Fermeture — / — | Longueur —                             | Durée —                                | Nb. d’arrêts —                         | Matériel Irisbus Récréo II 10.8 Irisbus Crossway | Jours de fonctionnement L, Ma, Me, J, V, S, D | Jour / Soir / Nuit / Fêtes O / N / N / N | Voy. / an —                            | Exploitant STVE / TANP                 |
| 675   | Desserte : — |                                        |                                        |                                        |                                                  |                                               |                                          |                                        |                                        |
| 675   | Autre : - Anciennement ligne 790 |                                        |                                        |                                        |                                                  |                                               |                                          |                                        |                                        |
| 675   | Dernière actualisation : — |                                        |                                        |                                        |                                                  |                                               |                                          |                                        |                                        |

### Lignes scolaires
| Ligne | Caractéristiques | Caractéristiques                                                 | Caractéristiques                                                 | Caractéristiques                                                 | Caractéristiques                                                 | Caractéristiques                                                 | Caractéristiques                                                 | Caractéristiques                                                 | Caractéristiques                                                 |
| 6650  | Roquefort-les-Pins - Colle Longue ⥋ Grasse - Gare Routière | Roquefort-les-Pins - Colle Longue ⥋ Grasse - Gare Routière       | Roquefort-les-Pins - Colle Longue ⥋ Grasse - Gare Routière       | Roquefort-les-Pins - Colle Longue ⥋ Grasse - Gare Routière       | Roquefort-les-Pins - Colle Longue ⥋ Grasse - Gare Routière       | Roquefort-les-Pins - Colle Longue ⥋ Grasse - Gare Routière       | Roquefort-les-Pins - Colle Longue ⥋ Grasse - Gare Routière       | Roquefort-les-Pins - Colle Longue ⥋ Grasse - Gare Routière       | Roquefort-les-Pins - Colle Longue ⥋ Grasse - Gare Routière       |
| ----- | --- | ---------------------------------------------------------------- | ---------------------------------------------------------------- | ---------------------------------------------------------------- | ---------------------------------------------------------------- | ---------------------------------------------------------------- | ---------------------------------------------------------------- | ---------------------------------------------------------------- | ---------------------------------------------------------------- |
| 6650  | Ouverture / Fermeture — / — | Longueur —                                                       | Durée —                                                          | Nb. d’arrêts 35                                                  | Matériel Mercedes Intouro                                        | Jours de fonctionnement L, Ma, Me, J, V                          | Jour / Soir / Nuit / Fêtes O / N / N / N                         | Voy. / an —                                                      | Exploitant Keolis Alpes Maritimes                                |
| 6650  | Desserte : - Communes : Roquefort-les-Pins , Le Rouret , Opio , et Grasse - Arrêts desservis : Direction Grasse - Gare Routière : Colle Longue > Vaugaillière > Aire de Boules > Plateau Fleuri > Colombier > Beaumon > Mairie de Roquefort > Le Plan > Pignatons > Beaume Granet > Notre Dame > Les Rigamels > Les Martels > Les Moulins > La Poste > Place du Rouret > Saint Pons Mairie > Princes > Cimetière > Les trucs > Opio San Peyre > Ecole Mistral > Giratoire d’Opio > Quarantier > Ecurie La Lande > Mas de Provence > La Treille > Chapelle St Mathieu > La Marigarde > Z.I du Carré > Les Floralies > Capucins Bas > Tombarel > Bellaud > Carnot > Le Thouron > Grasse - Gare Routière. Direction Roquefort-les-Pins - Colle Longue : Grasse - Gare Routière > 11 Novembre > Ossola > Carnot > Tombarel > Capucins Bas > Les Floralies > Z.I du Carré > La Marigarde > Cercle St Mathieu > Chapelle St Mathieu > La Treille > Mas de Provence > Ecurie > La Lande > Quarantier > Giratoire d’Opio > Ecole Mistral > Opio San Peyre > Les trucs > Cimetière > Princes > St Pons Mairie > Place du Rouret > La Poste > Les Moulins > Les Martels > Les Rigamels > Notre Dame > Beaume Granet > Pignatons > Le Plan > Mairie de Roquefort > Beaumon > Colombier > Plateau Fleuri > Aire de Boules > Vaugaillière > Colle Longue. |                                                                  |                                                                  |                                                                  |                                                                  |                                                                  |                                                                  |                                                                  |                                                                  |
| 6650  | Autre : - Anciennement ligne 500S |                                                                  |                                                                  |                                                                  |                                                                  |                                                                  |                                                                  |                                                                  |                                                                  |
| 6650  | Dernière actualisation : — |                                                                  |                                                                  |                                                                  |                                                                  |                                                                  |                                                                  |                                                                  |                                                                  |
| 6665  | La Roquette-sur-Siagne - La Roquette Bas ⥋ Cannes - Lycée Carnot | La Roquette-sur-Siagne - La Roquette Bas ⥋ Cannes - Lycée Carnot | La Roquette-sur-Siagne - La Roquette Bas ⥋ Cannes - Lycée Carnot | La Roquette-sur-Siagne - La Roquette Bas ⥋ Cannes - Lycée Carnot | La Roquette-sur-Siagne - La Roquette Bas ⥋ Cannes - Lycée Carnot | La Roquette-sur-Siagne - La Roquette Bas ⥋ Cannes - Lycée Carnot | La Roquette-sur-Siagne - La Roquette Bas ⥋ Cannes - Lycée Carnot | La Roquette-sur-Siagne - La Roquette Bas ⥋ Cannes - Lycée Carnot | La Roquette-sur-Siagne - La Roquette Bas ⥋ Cannes - Lycée Carnot |
| 6665  | Ouverture / Fermeture — / — | Longueur —                                                       | Durée —                                                          | Nb. d’arrêts 43                                                  | Matériel Heuliez GX 337 elec                                     | Jours de fonctionnement L, Ma, Me, J, V                          | Jour / Soir / Nuit / Fêtes O / N / N / N                         | Voy. / an —                                                      | Exploitant Keolis Alpes Maritimes                                |
| 6665  | Desserte : - Communes : La Roquette-sur-Siagne et Cannes |                                                                  |                                                                  |                                                                  |                                                                  |                                                                  |                                                                  |                                                                  |                                                                  |
| 6665  | Autre : - circule seulement en période scolaire - Anciennement ligne 610bis |                                                                  |                                                                  |                                                                  |                                                                  |                                                                  |                                                                  |                                                                  |                                                                  |
| 6665  | Dernière actualisation : — |                                                                  |                                                                  |                                                                  |                                                                  |                                                                  |                                                                  |                                                                  |                                                                  |

### Lignes spéciales

#### Aéroport
Les liaisons 110, 210 et 250 desservent l'Aéroport de Nice-Côte d'Azur et sont soumises à tarification particulière. Ces lignes sont Express.

#### Stations de ski
La ligne 770, appelée « 100 % Neige », dessert la station de ski de Valberg. Cette ligne ne fonctionne que le week-end en saison hivernale.